# Ljubljana
Vous lisez un « bon article » labellisé en 2008.
Pour les articles homonymes, voir Laibach et Lubiana.
Ljubljana ([ljuˈbljàːna]  à prononcer Lioubliana ; en allemand : Laibach [ˈlɑɪbaχ] ; en italien : Lubiana [luˈbjaːna]) est la capitale de la Slovénie. Plus grande ville du pays avec environ 280 000 habitants, elle est influencée tout au long de son histoire par différentes cultures du fait de sa position géographique charnière entre les cultures germanique, latine et slave. Depuis 1991, la ville est le centre économique et culturel principal de la Slovénie devenue indépendante de la Yougoslavie.

## Toponymie et symbole

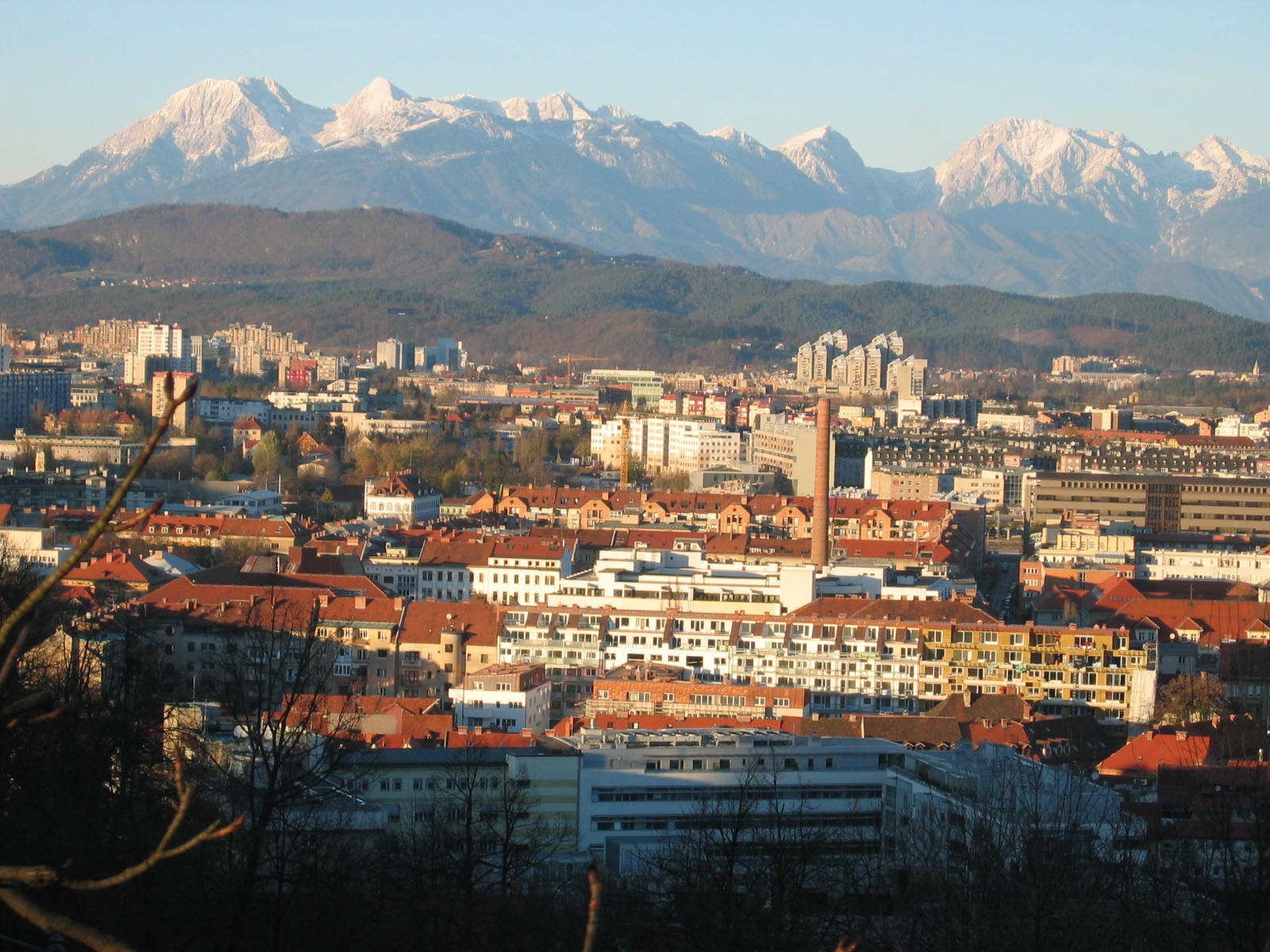
Panorama de la ville avec les Alpes en arrière-plan.

Les historiens ne se sont toujours pas mis d’accord concernant l’origine du nom de la cité. Certains pensent que le nom provient d’une ancienne cité slave nommée Laburus. D’autres pensent que le mot dérive du mot latin Aluviana à la suite d'une inondation dans la ville. Il dérive peut-être également du nom Laubach qui signifie « marais ». Finalement, certains pensent que le nom dérive du mot slave Luba qui signifie « Aimée ».
Ljubljana est le nom slovène de la ville. Elle est traditionnellement connue  en allemand sous le nom de Laibach (anciennement Laybach ou Laubach,), en italien sous le nom de Lubiana et en latin sous le nom de Labacum. Les dénominations Lioubiana,,, Lioubliana,, ou Loubiana, sont également parfois rencontrées en français.
Selon la célèbre légende grecque, le héros Jason et ses Argonautes, qui auraient trouvé la célèbre Toison d'or en Colchide, se seraient alors dirigés au nord en remontant le fleuve Danube plutôt que de retourner vers la mer Égée. En remontant le Danube, ils se seraient dirigés vers son affluent la Save puis jusqu'à la source de la rivière Ljubljanica. Ils démontèrent alors le bateau pour le transporter jusqu'à la mer Adriatique située plus à l’ouest pour retourner chez eux. Entre les municipalités actuelles de Vrhnika et de Ljubljana, les argonautes trouvèrent un grand lac entouré d’un marais. C’est là que Jason terrassa un monstre. Ce monstre était le dragon de Ljubljana qui est aujourd’hui présent sur le blason et le drapeau de la ville. Plusieurs dragons ailés ornent le pont des Dragons (Zmajski Most) ; construit entre 1900 et 1901, ce pont est l’œuvre de J. Zaninovic. Le dragon (ou le lindworm, créature mi-serpent mi-dragon) est aussi un symbole pour la ville autrichienne proche de Klagenfurt qui fut pendant des siècles le grand centre spirituel slovène. Du fait de cette proximité, la légende du dragon de Ljubljana et celle du lindwurm de Klagenfurt furent souvent comparées ou reliées ; et les légendes ont été traitées de façons similaires dans les deux cités du point de vue de l'héraldique : les blasons représentent tous deux des dragons de couleur verte, placés sur un fond rouge et associés à un bâtiment.

## Géographie

### Situation

Carte de Ljubljana.

Plan du centre de Ljubljana.

La ville, d’une superficie de 275 km2, est située au centre de la Slovénie. Sa position centrale entre l’Autriche, la Hongrie, la région vénitienne en Italie et la Croatie a fortement influencé l’histoire de la ville actuelle. La ville se situe à 140 km à l'ouest de Zagreb, à 250 km au nord-est de Venise, à 350 km au sud-ouest de Vienne et à 400 km au sud-ouest de Budapest (distances approximatives par routes calculées grâce à Google Earth).

### Topographie et hydrographie
La ville se positionne à 298 m d’altitude dans la vallée de la rivière Ljubljanica entre la région du Karst et la région alpine. Le château, placé au sommet d'une colline au sud du centre-ville, se situe à 366 m d’altitude alors que le point culminant de la ville, nommé Janški Hrib, est perché à 794 m.
La ville s’est érigée à proximité de la confluence des rivières Ljubljanica et Save au pied de la colline. Les eaux de la Save se jettent bien plus loin dans le fleuve Danube à Belgrade avant de terminer leur course dans la mer Noire.

### Géologie
La ville s'étend sur une plaine alluvionnaire datant de l'ère Quaternaire. Les régions montagneuses proches et plus anciennes datent en revanche de l'ère Tertiaire ou Secondaire.
Ljubljana a plusieurs fois été dévastée par des tremblements de terre comme en 1511 et en 1895. La Slovénie est en effet sur une zone sismique assez active en raison de sa position au sud de la plaque tectonique eurasienne. Le pays est ainsi à la jonction de trois zones tectoniques importantes que sont les Alpes au nord, les Alpes dinariques au sud et la plaine de Pannonie à l'est. Les scientifiques ont pu identifier 60 tremblements de terre destructeurs dans le passé. Un réseau de surveillance sismique est par ailleurs installé à travers tout le pays.

### Climat
Le climat de la ville et de l'est de la Slovénie est de type continental. Le mois de juillet est en général le mois le plus chaud alors que les mois de janvier et février sont les plus froids. La température la plus froide jamais relevée est de −28 °C alors que la température la plus élevée est de 39 °C. Des gelées sont possibles du mois d'octobre au mois de mai. Les mois les plus secs sont les mois de janvier à avril avec moins de 100 mm de précipitations. Les mois les plus pluvieux sont les mois de septembre et d'octobre.
| Mois                                       | Janv | Fév | Mars | Avr | Mai | Juin | Juil | Août | Sept | Oct | Nov | Déc | Année |
| ------------------------------------------ | ---- | --- | ---- | --- | --- | ---- | ---- | ---- | ---- | --- | --- | --- | ----- |
| Record des températures maximales (°C)     | 14   | 19  | 23   | 30  | 31  | 38   | 39   | 35   | 31   | 27  | 20  | 16  | 39    |
| Températures maximales moyennes (°C)       | 2    | 5   | 10   | 15  | 20  | 24   | 27   | 26   | 22   | 15  | 8   | 4   | 15    |
| Températures minimales moyennes (°C)       | -4   | -4  | 0    | 4   | 9   | 12   | 14   | 14   | 11   | 6   | 2   | -1  | 5     |
| Record de température minimale (°C)        | -27  | -28 | -16  | -5  | -3  | 4    | 7    | 4    | 1    | -2  | -11 | -15 | -28   |
| Moyennes mensuelles de précipitations (mm) | 88   | 89  | 76   | 98  | 121 | 133  | 113  | 127  | 142  | 151 | 131 | 114 | 1 383 |

## Histoire

### Préhistoire et Antiquité

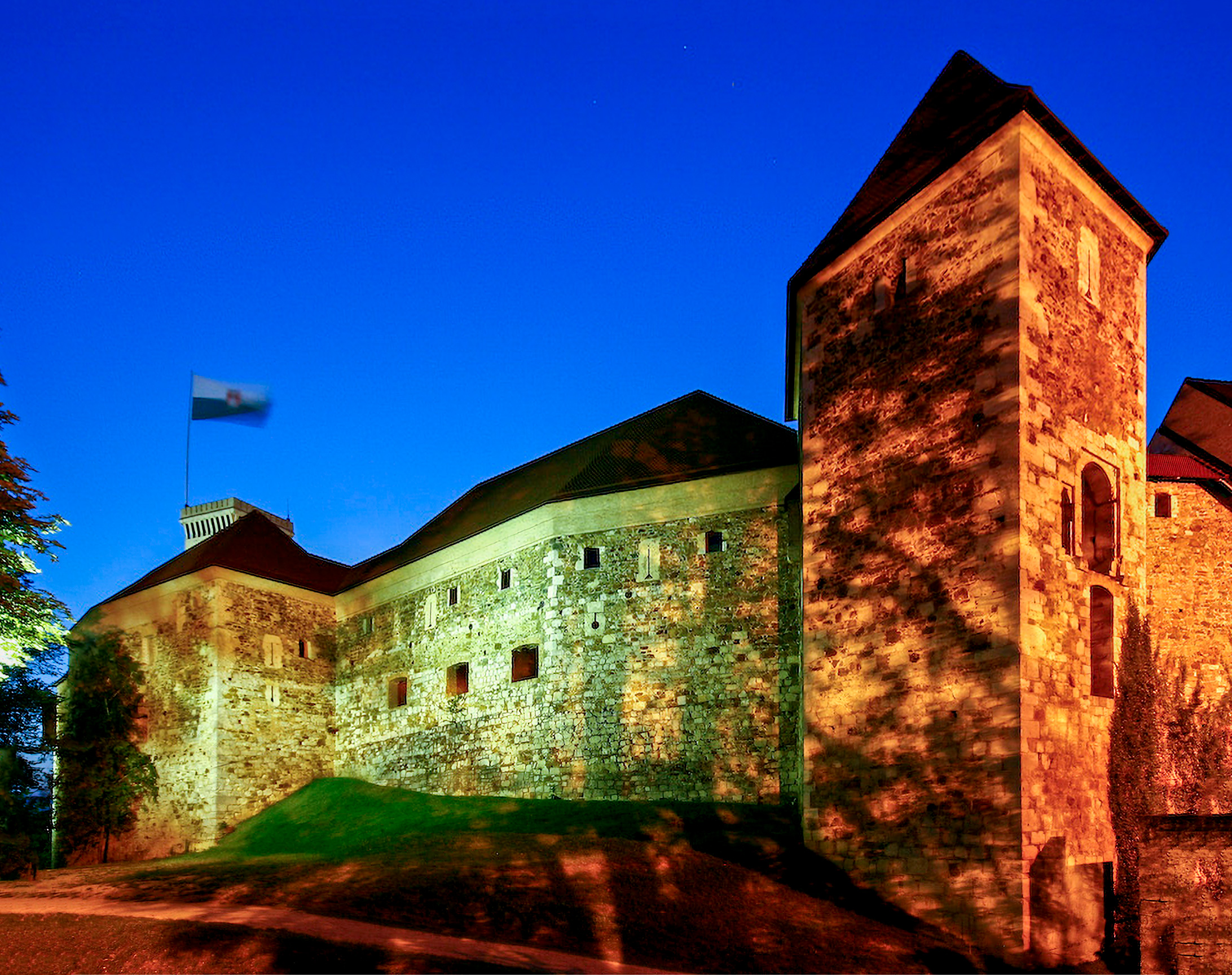
Le château de Ljubljana. La ville fut longtemps une place forte.

Vers 2000 av. J.-C., les marais de Ljubljana sont colonisés par des populations habitant dans des constructions en bois sur pilotis. Ces hommes vivent de la chasse, de la pêche mais aussi d’une agriculture primitive. Des embarcations faites avec des troncs d’arbres permettent à ceux-ci de se déplacer dans les marais. Par la suite, la zone reste un point de passage pour de nombreuses populations. Le territoire est ensuite colonisé par les Vénètes qui sont suivis par la tribu illyrienne nommée Yapodi et finalement par la tribu celte des Taurisci au IIIe siècle av. J.-C..

Tuyau en plomb de l'époque romaine d'Emona.

Les Romains construisent durant le Ier siècle av. J.-C. le castrum d’Emona. Ce fort retranché est occupé par la Legio XV Apollinaris. La ville fit d'abord partie de la province de Pannonie supérieure, mais fut plus tard incorporée à l'Italie. Le berceau de la ville est détruit en 452 par les Huns sous les ordres d'Attila,, puis par les Ostrogoths et les Lombards. Emona abrite environ 5 000 habitants et joue un rôle important lors de nombreuses batailles. Les maisons de briques plâtrées et colorées sont déjà connectées à un réseau d'égouts. Au VIe siècle, le peuple des Slovènes s’y installe. Au IXe siècle, les Slovènes tombent sous la domination du peuple des Francs tout en connaissant de nombreuses attaques hongroises.

### Moyen Âge
Le nom de la cité, Luvigana, apparaît pour la première fois dans un document de 1144. Au XIIIe siècle, la ville est composée de trois zones : le Stari trg (« vieille ville »), le Mestni trg (« place de la ville ») et le Novi trg (« nouvelle ville »). En 1220, la cité obtient le statut de ville et peut dès lors frapper sa propre monnaie.
En 1270, la Carniole et en particulier la ville entrent dans les possessions d’Ottokar II de Bohême. Son vainqueur, Rodolph Ier de Habsbourg, remporte la ville en 1278. La ville, rebaptisée Laibach, appartient à la maison d’Autriche et ce jusqu'en 1797. Le diocèse de la ville est fondé en 1491 et l’église de Saint-Nicolas devient une cathédrale. À partir du XVe siècle, la ville acquiert une renommée dans les arts. Après un tremblement de terre en 1511, Ljubljana se reconstruit dans un style architectural renaissance et une nouvelle enceinte est bâtie autour de la ville. Au XVIe siècle, sa population est composée de 5 000 habitants dont 70 % de langue slovène. En 1550, les deux premiers livres écrits en slovène y sont imprimés avec notamment une traduction de la Bible. Au même moment, la première école secondaire apparaît dans la ville tout comme une bibliothèque. En 1597, des jésuites s’y installent et construisent une nouvelle école secondaire qui deviendra plus tard un collège. La ville adopte les années suivantes une architecture baroque.

### Histoire moderne et contemporaine
L’intermède napoléonien lui vaut de devenir, de 1809 à 1813, la capitale des provinces illyriennes,. En 1815, la ville redevient autrichienne et de 1816 à 1849, la ville fait partie du Royaume autrichien d'Illyrie. En 1821 la ville accueille le congrès de Laybach qui s'attaque aux insurrections nationales italiennes. Le premier train en provenance de Vienne arrive dans la ville en 1849 et en 1857 la ligne est prolongée jusqu'à Trieste. L’éclairage public électrique apparaît quant à lui en 1898. En 1895, la ville, qui abrite 31 000 habitants, est victime d'un important tremblement de terre de magnitude 6,1 sur l'échelle de Richter. Composée d'environ 1 400 bâtiments, la ville voit 10 % de ceux-ci détruits alors que le nombre de victimes est faible. La reconstruction qui suit voit plusieurs quartiers de la ville se reconstruire en style architectural Art nouveau.
En 1918, la région rejoint le royaume des Serbes, Croates et Slovènes,. En 1929, elle devient la capitale de la province yougoslave de la Banovine de la Drave (Dravska banovina). Durant la Seconde Guerre mondiale, la ville est occupée par les Italiens, qui en font le chef-lieu de leur province de Lubiana ; en 1943, après la capitulation italienne, elle est occupée par les Allemands. La ville est alors entourée de plus de 30 km de barbelés et les collaborateurs slovènes (Slovensko Domobranstvo) affrontent les partisans communistes (Partizani). Depuis 1985, un sentier commémoratif entoure la ville là où se trouvait le rideau de fer. Après la Seconde Guerre mondiale, la ville devient la capitale de la République socialiste de Slovénie en intégrant la Yougoslavie et ce jusqu’à l’indépendance du pays en 1991. Depuis, elle est la capitale de la Slovénie qui a intégré l’Union européenne depuis 2004.

## Urbanisme

### Architecture

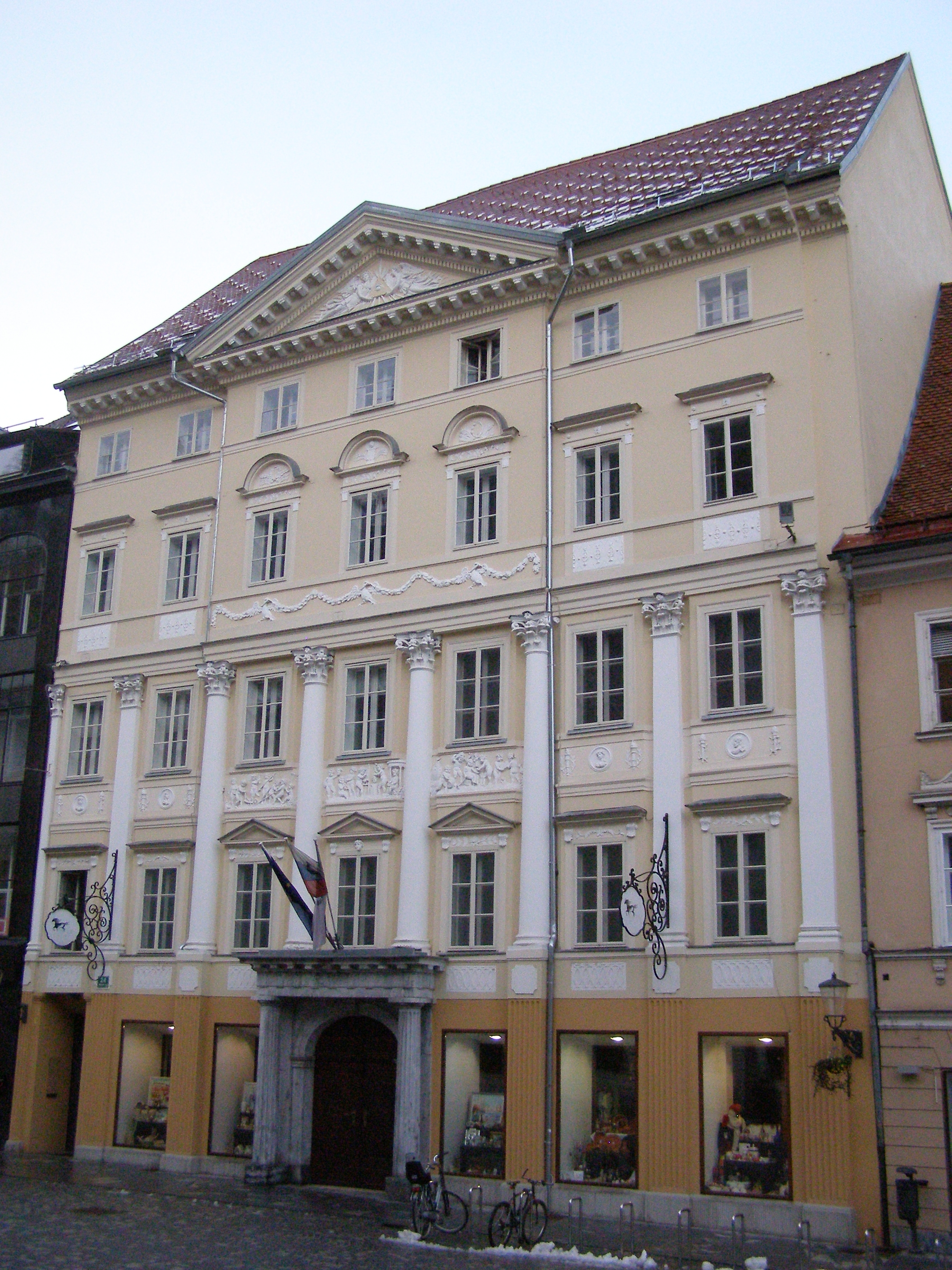
Située place de la Ville, la Maison Souvan, construite au XVIIe siècle et dont la façade, rénovée en 1827, est un exemple remarquable de l’architecture Biedermeier de la ville.

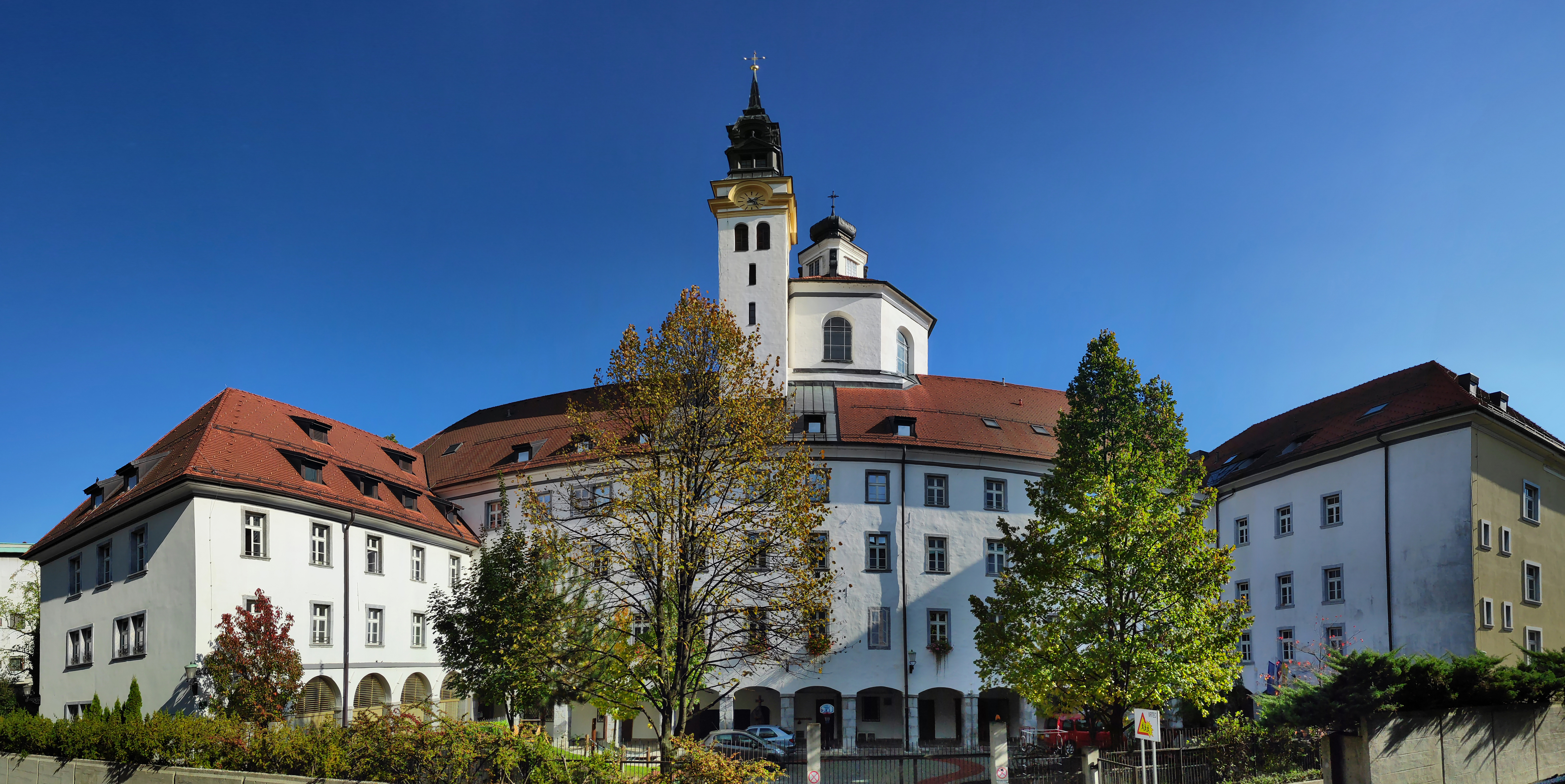
Le couvent des Ursulines.

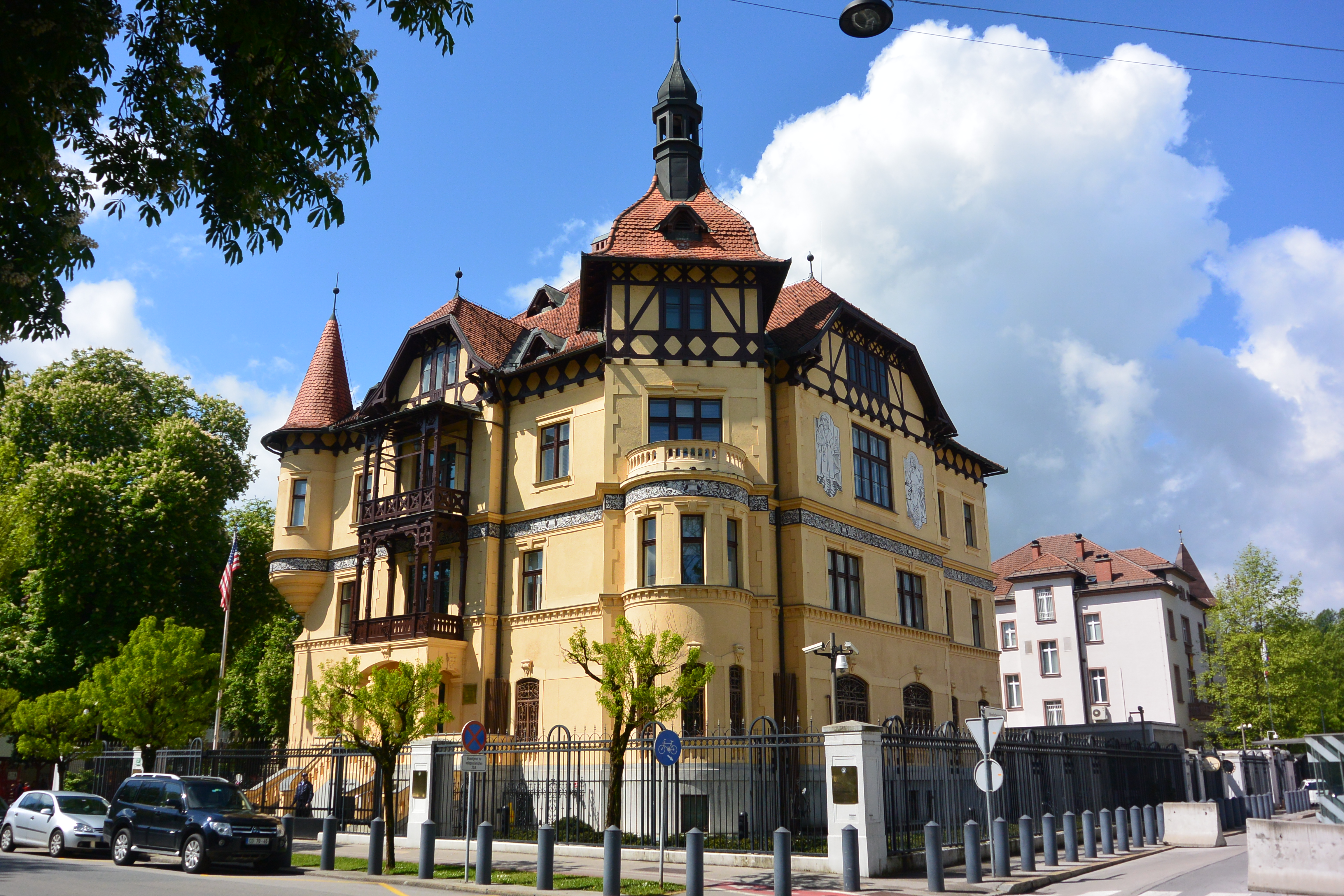
L’ambassade américaine.

En dépit de l’apparition de grands immeubles surtout en périphérie de la ville, Ljubljana garde intact son centre historique où se mélangent les styles architecturaux baroque et Art nouveau. La ville est fortement influencée à la mode autrichienne dans le style des villes de Graz et de Salzbourg. La vieille ville se compose de deux quartiers. Celui de l'hôtel de ville qui accueille les principales œuvres architecturales et le quartier des Chevaliers de la Croix où se situent l’église des Ursulines, l’édifice de la société philharmonique (1702) et la maison de Cankar. Après le tremblement de terre de 1511, Ljubljana est reconstruite sur le modèle d'une ville de la Renaissance (style baroque) et après celui de 1895, qui a sévèrement endommagé la ville, elle est une nouvelle fois reconstruite dans le style Art nouveau,. L'architecture de la ville est ainsi un mélange de styles. Les grands secteurs de la ville ayant été construits après la Seconde Guerre mondiale comportent souvent une touche personnelle de l'architecte slovène Jože Plečnik.
Le château de Ljubljana domine la colline surplombant la rivière Ljubljanica. Construit au XIIe siècle, le château est la résidence des Margraves, puis des ducs de Carinthie. Mis à part le château, les œuvres architecturales principales de la ville sont la cathédrale Saint-Nicolas, l'église Saint-Pierre, l'église Franciscaine de l'Annonciation ainsi que le Triple Pont et le pont des Dragons. Dans le style baroque, on retrouve près de l'hôtel de ville la fontaine de Robba sur la place Mestni Trg. Celle-ci ressemble à la fontaine de la Piazza Navona de Rome. Elle est ornée d’un obélisque au pied duquel des figures en marbre blanc symbolisent les trois principales rivières de la Carniole. Elle est l'œuvre du sculpteur italien Francesco Robba qui est à l’origine de nombreuses autres statues baroques présentes dans la ville. Les églises de la ville sont également imprégnées de ce style qui remonte à l'après tremblement de terre de 1511.
L'Art nouveau est de son côté mis en avant sur la place Prešeren et sur le pont des Dragons. Dans les influences importantes de la ville, on peut citer l'influence de l'architecte slovène Jože Plečnik qui est à l'origine de plusieurs ponts dont le Triple Pont mais aussi de la bibliothèque nationale.

#### Château de Ljubljana

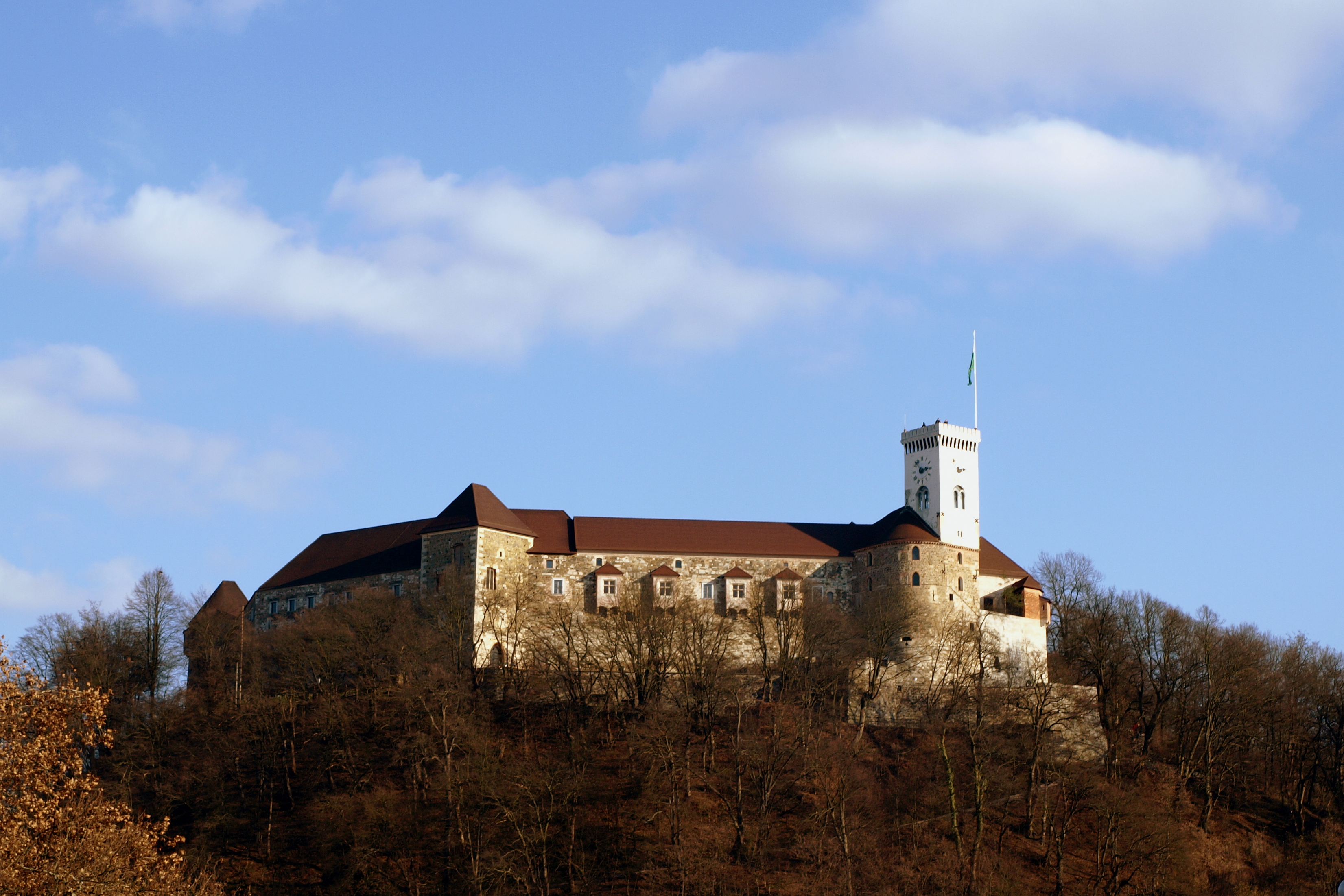
Le château de Ljubljana.

Le château de Ljubljana (Ljubljanski grad) est un château médiéval situé au sommet de la colline qui domine le centre-ville. La zone du château actuel reste continuellement habitée depuis 1200 av. J.-C.. Le sommet de la colline devient probablement un camp retranché de l'armée romaine après avoir connu une période celte et illyrienne. Le château est mentionné pour la première fois en 1144 en tant que siège du duché de Carinthie. La forteresse est détruite lorsque le duché entre dans l'Empire austro-hongrois des Habsbourg en 1335. Entre 1485 et 1495, le château actuel est construit et garni de tours. Il a pour vocation de défendre l'empire de l'invasion ottomane mais aussi de révoltes paysannes. Aux XVIIe et XVIIIe siècles, le château devient un arsenal et un hôpital militaire. Il est endommagé durant la période napoléonienne et, une fois de retour dans l'empire d'Autriche devient une prison jusqu'à la fin de la Seconde Guerre mondiale. La tour principale du château date de 1848. Elle est alors habitée par un garde qui doit tirer un coup de canon pour avertir la ville en cas de danger.
En 1905, le château est acheté par la ville de Ljubljana et une rénovation débute dans les années 1960. Aujourd'hui, le château est devenu une attraction touristique et un lieu où se déroulent des évènements culturels. Depuis 2007, un funiculaire relie le centre-ville au château situé en haut de la colline.

#### Cathédrale Saint-Nicolas

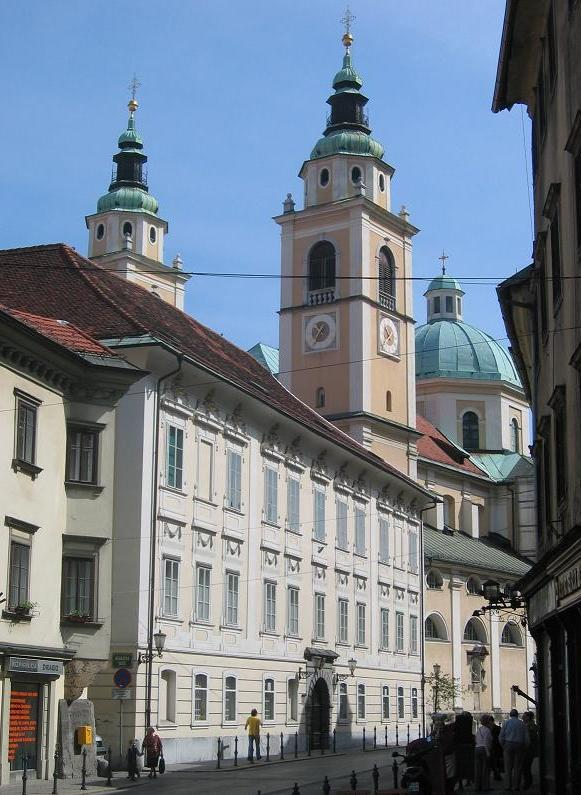
La cathédrale Saint-Nicolas.

Saint-Nicolas de Ljubljana (Stolnica svetega Nikolaja) est l'église cathédrale de Ljubljana. Facilement identifiable dans la ville grâce à son dôme vert et ses deux tours jumelles, elle est située sur la place Vodnik à proximité du Tromostovje  (Triple Pont). Le site fut occupé à l’origine par une église paroissiale d’architecture romane dont les premières mentions remontent à 1262. En 1361, un incendie cause sa destruction et elle est reconstruite dans le style gothique. En 1461, elle devient le siège de l’évêché de Ljubljana, nouvellement créé pour restaurer l'antique siège d'Aemona (détruit au VIe ou VIIe siècle) et relevant directement du Saint-Siège. En 1469, un nouvel incendie attribué aux Ottomans ravage l'édifice.
Entre 1701 et 1706, l’architecte jésuite Andrea Pozzo dessine une nouvelle église de style baroque possédant deux chapelles sur ses côtés pour figurer une croix latine. Le dôme est construit au centre en 1841. L’intérieur est orné de fresques baroques peintes par Giulio Quaglio durant les périodes 1703-1706 et 1721-1723. L'évêché de Ljubljana a été érigé en archevêché en 1961.

#### Pont des Dragons

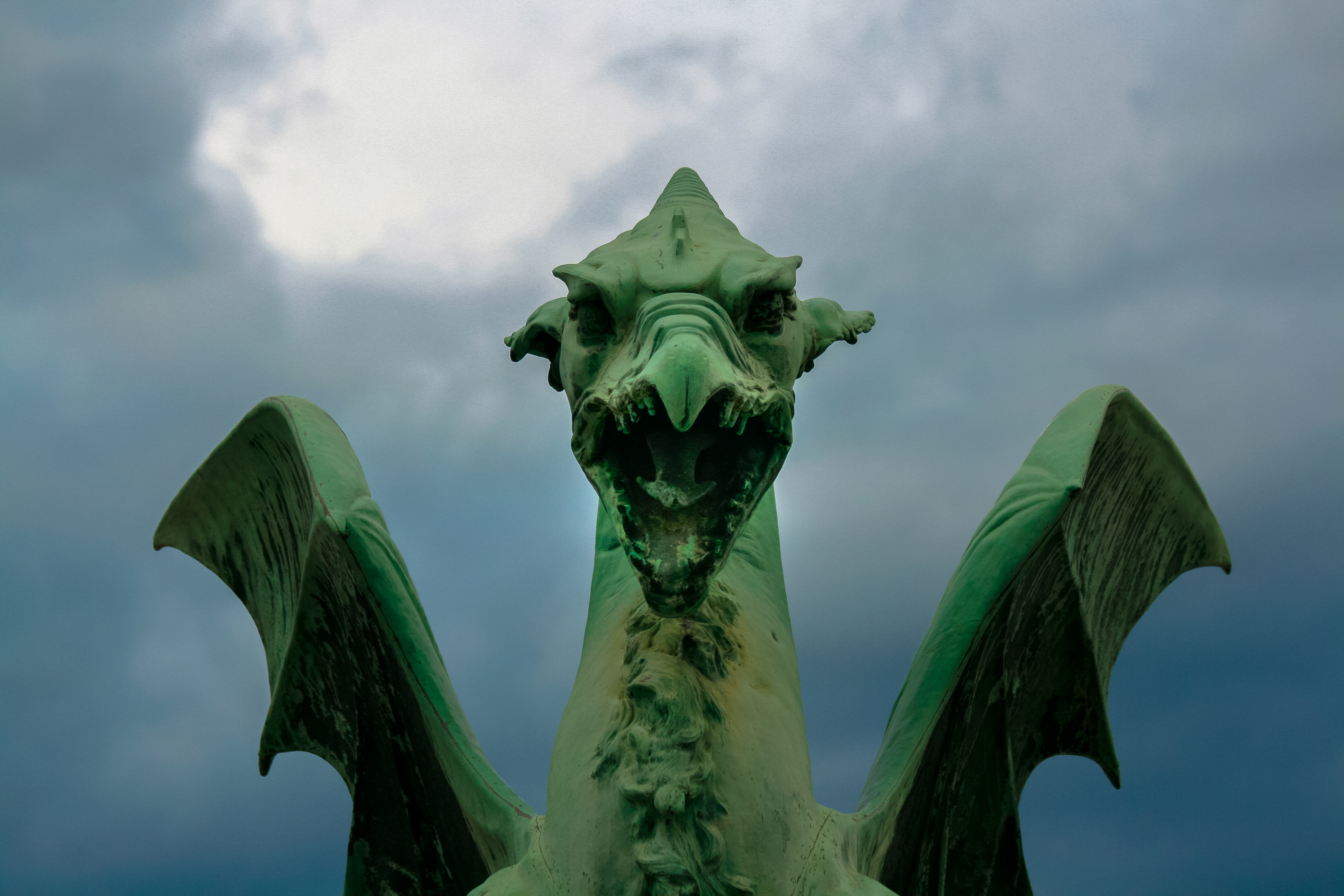
Un dragon sur le pont des dragons à Ljubljana. Juin 2012.

Le pont des Dragons (Zmajski most) est construit entre 1901 et 1902 lorsque la ville appartient encore à l'Empire austro-hongrois. Dessiné par l'architecte Joze Plečnik ayant étudié chez Otto Wagner à Vienne et construit par un ingénieur autrichien, le pont est considéré comme une des plus belles œuvres du style architectural Sécession viennoise (Art nouveau),. Dans la région, certaines personnes donnent au pont le surnom de « Belle-mère » en référence aux effrayants dragons disposés à ses quatre coins.

#### Galerie nationale de Slovénie

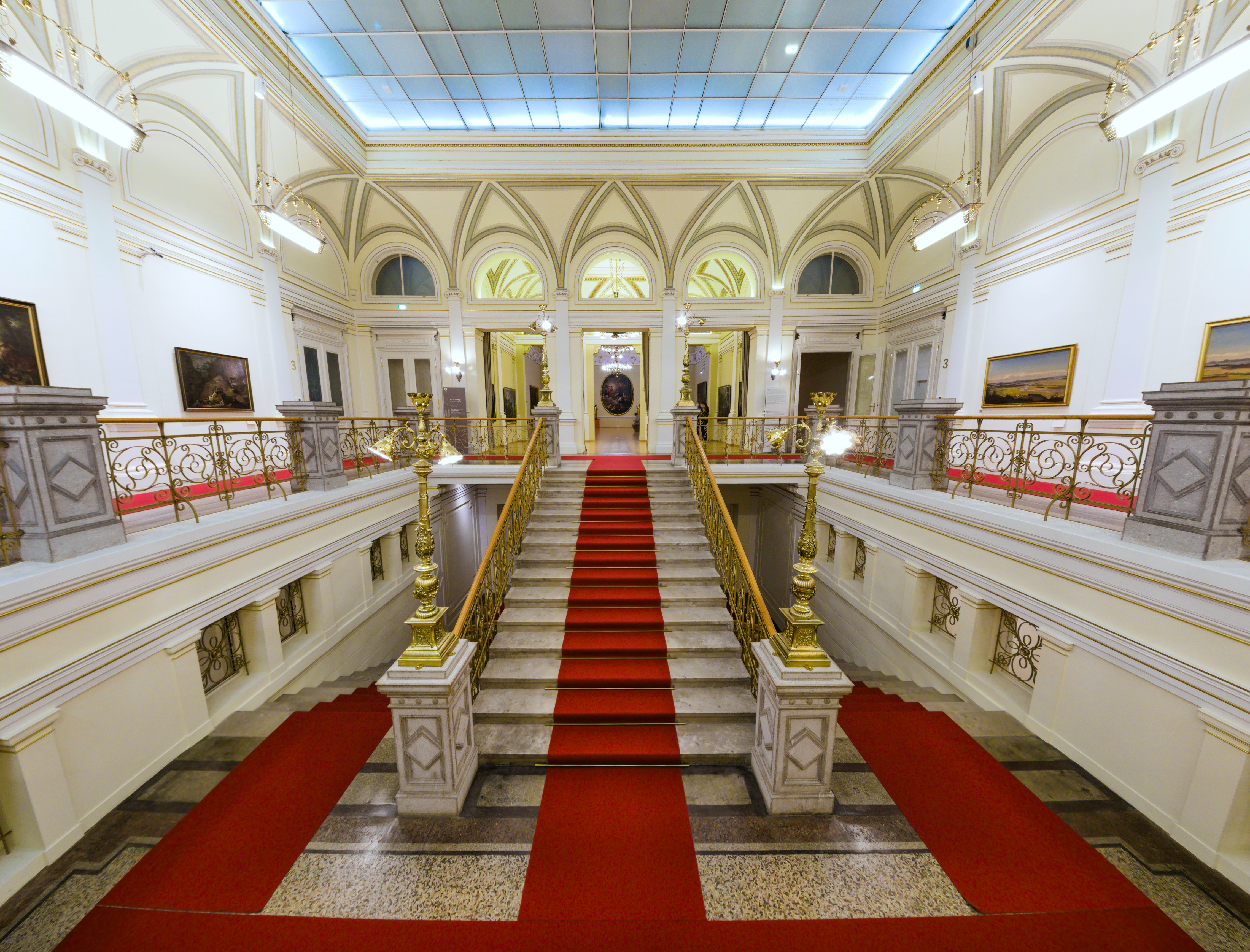
Escaliers dans la galerie nationale à Ljubljana.

Elle présente des œuvres créées du Moyen Âge au XXe siècle. Son bâtiment a été construit en 1896. Une galerie en verre y a été ajoutée en 2001.

#### Galerie moderne
Elle prend chronologiquement la suite de la Galerie nationale de Slovénie et accueille les œuvres des artistes du XXe siècle et contemporains.

#### Musée de la ville de Ljubljana
Fondé en 1935, il est logé dans le Palais Auersperg dans le centre de Ljubljana. Le musée propose diverses activités pédagogiques pour les enfants et les adolescents entre les âges de 5 et 18 ans. Il offre aussi des « musées itinérants » pour les écoles des hôpitaux, les écoles pour les élèves ayant des besoins particuliers et pour les classes pour des élèves plus jeunes des écoles éloignées de Ljubljana[pas clair].

#### Galerie d'images

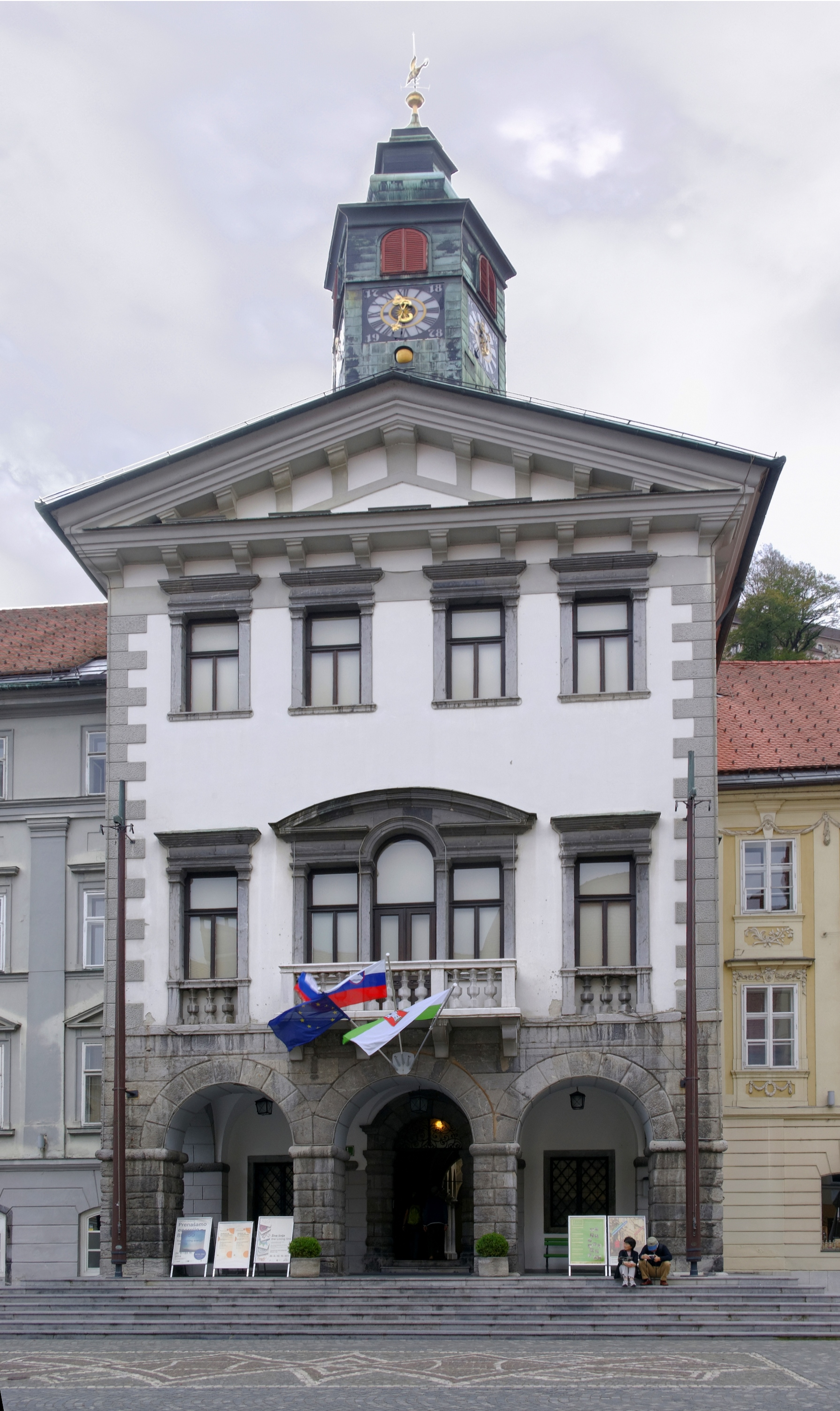
Façade de l'hôtel de ville.
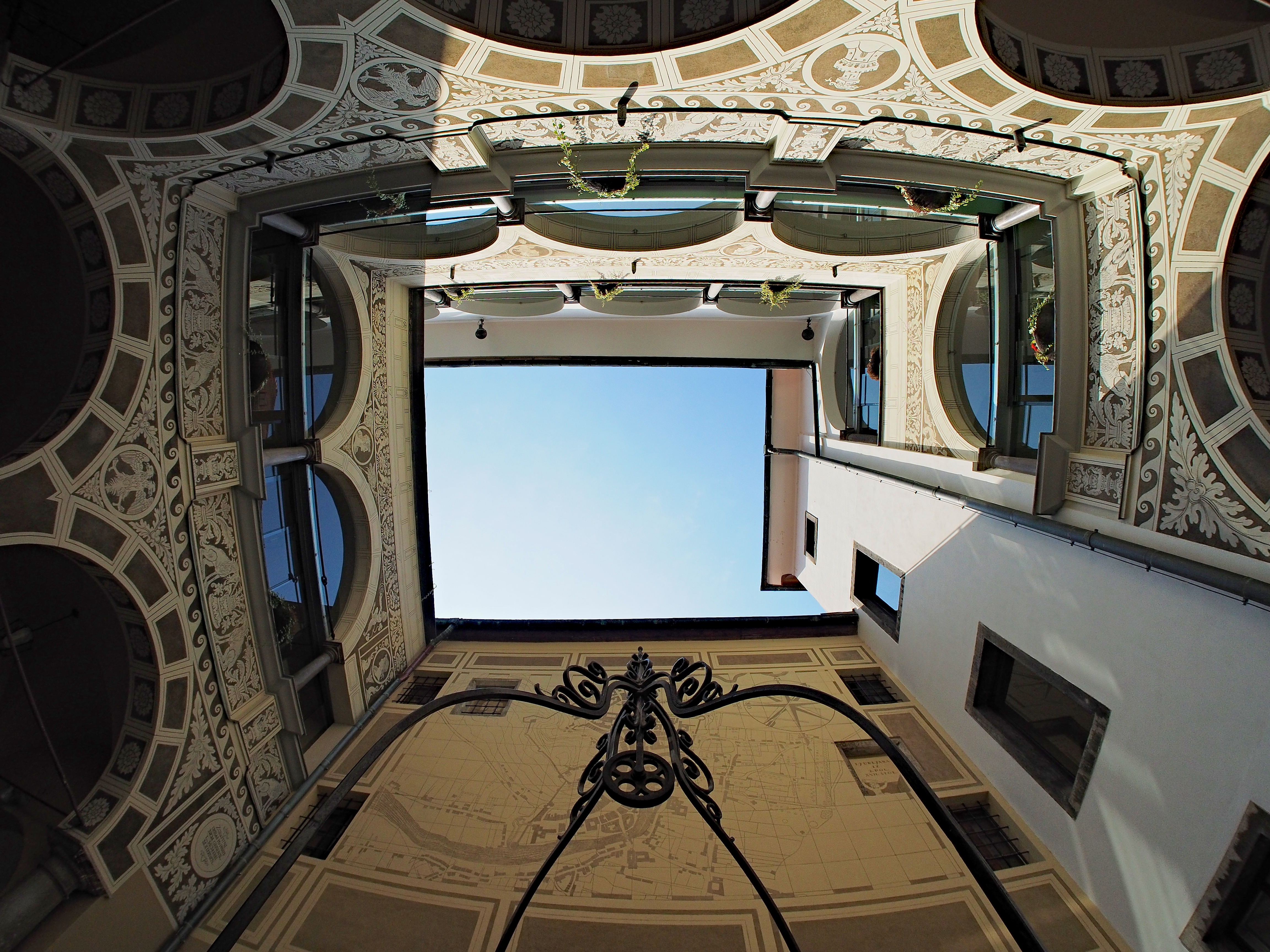
Cour intérieure de l'hôtel de ville de Ljubljana.
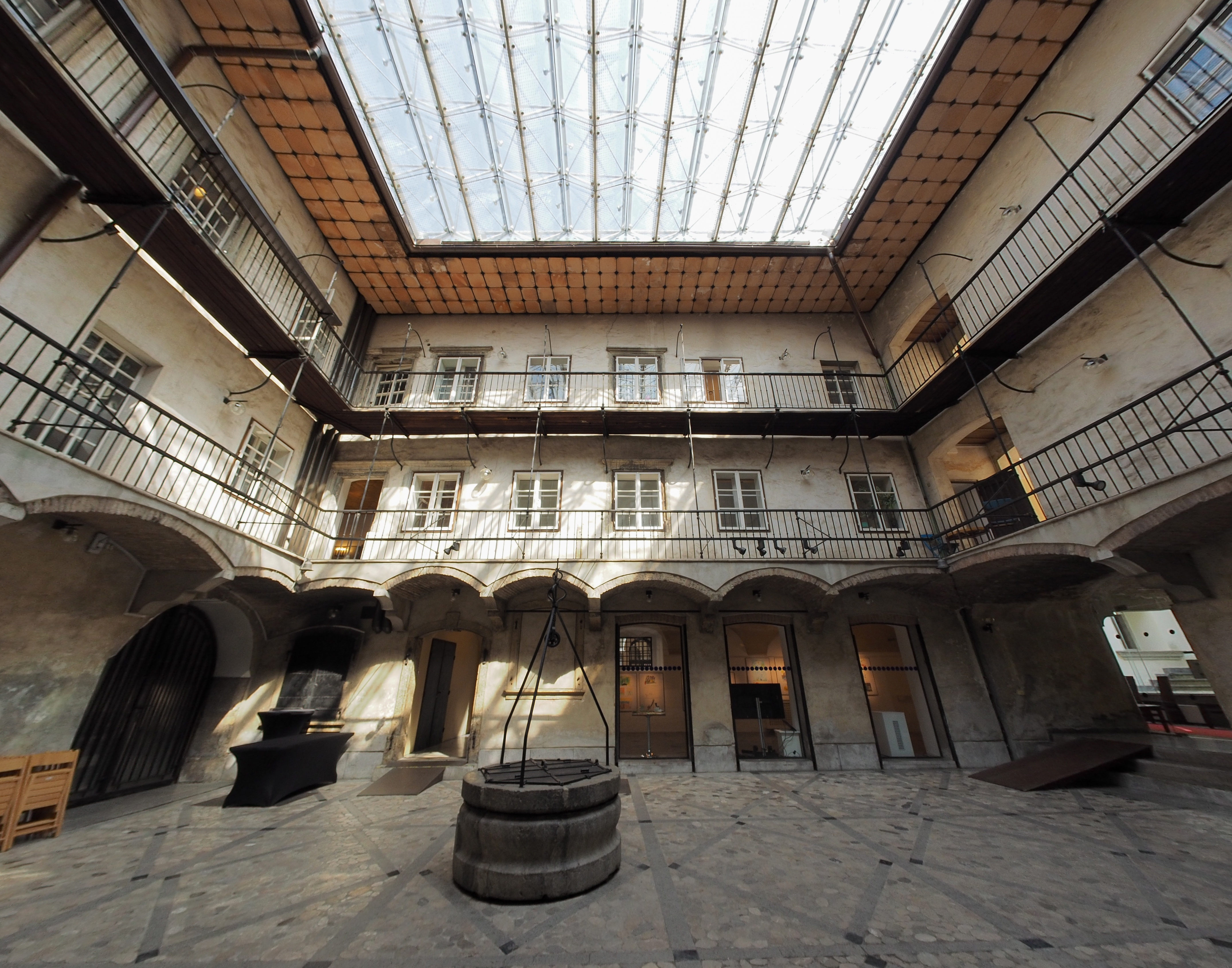
Cour intérieure de l'hôtel de ville.
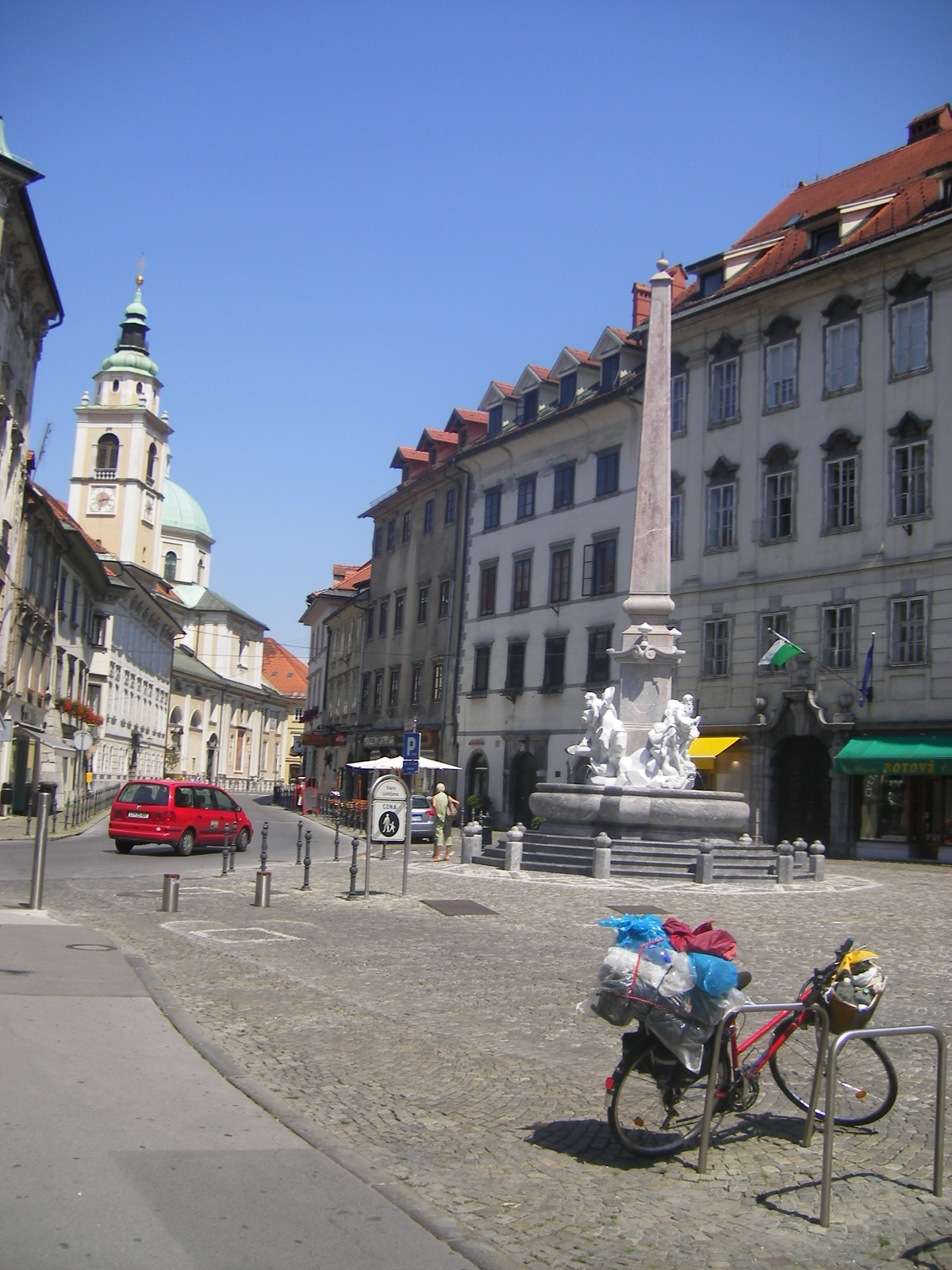
La place de Mestni Trg dont la fontaine du sculpteur italien Francesco Robba est inspirée de celle de la Piazza Navona de Rome et la cathédrale Saint-Nicolas en arrière-plan.
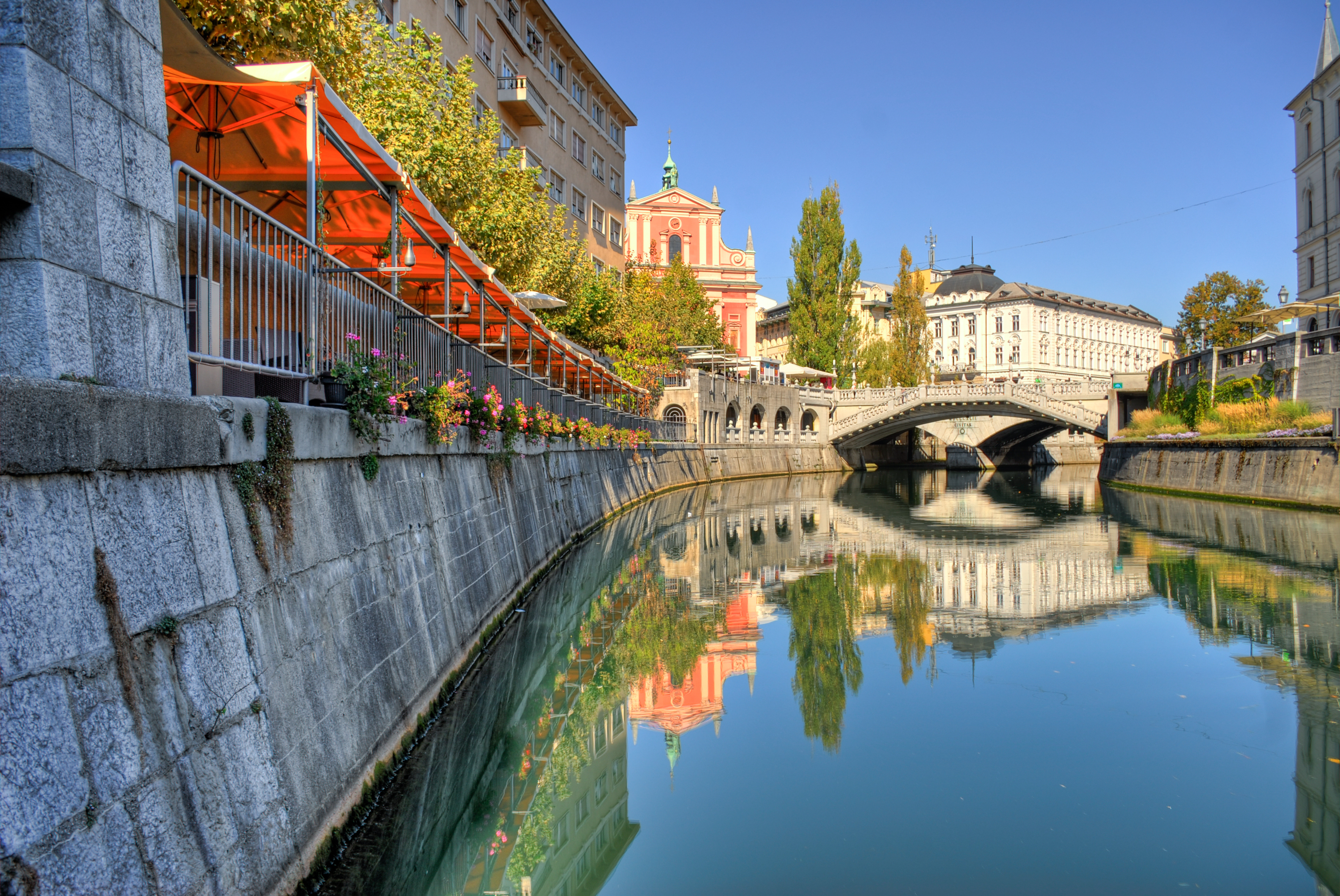
Le Tromostovje surplombant la rivière Ljubljanica.
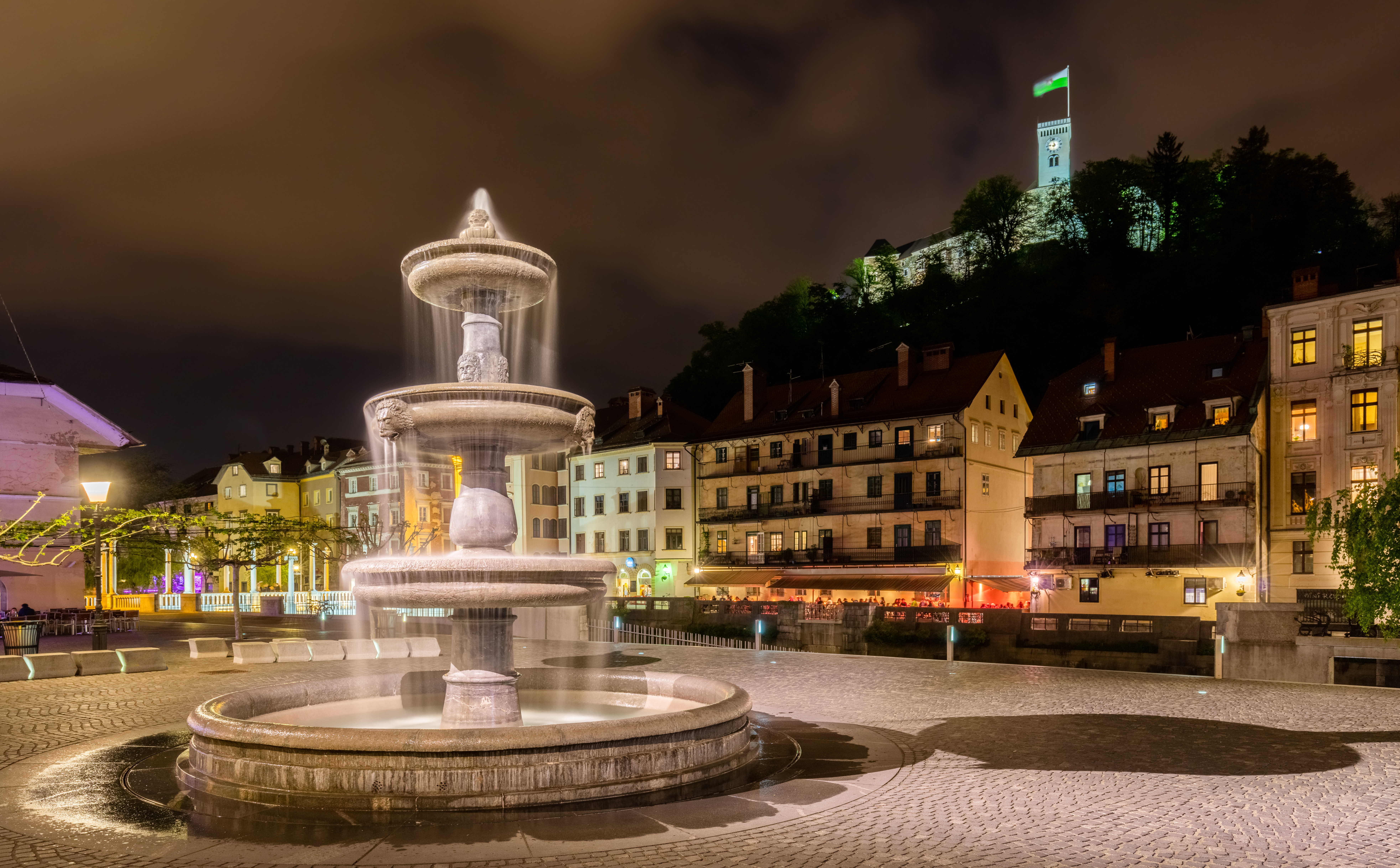
Fontaine de la Nouvelle Place.
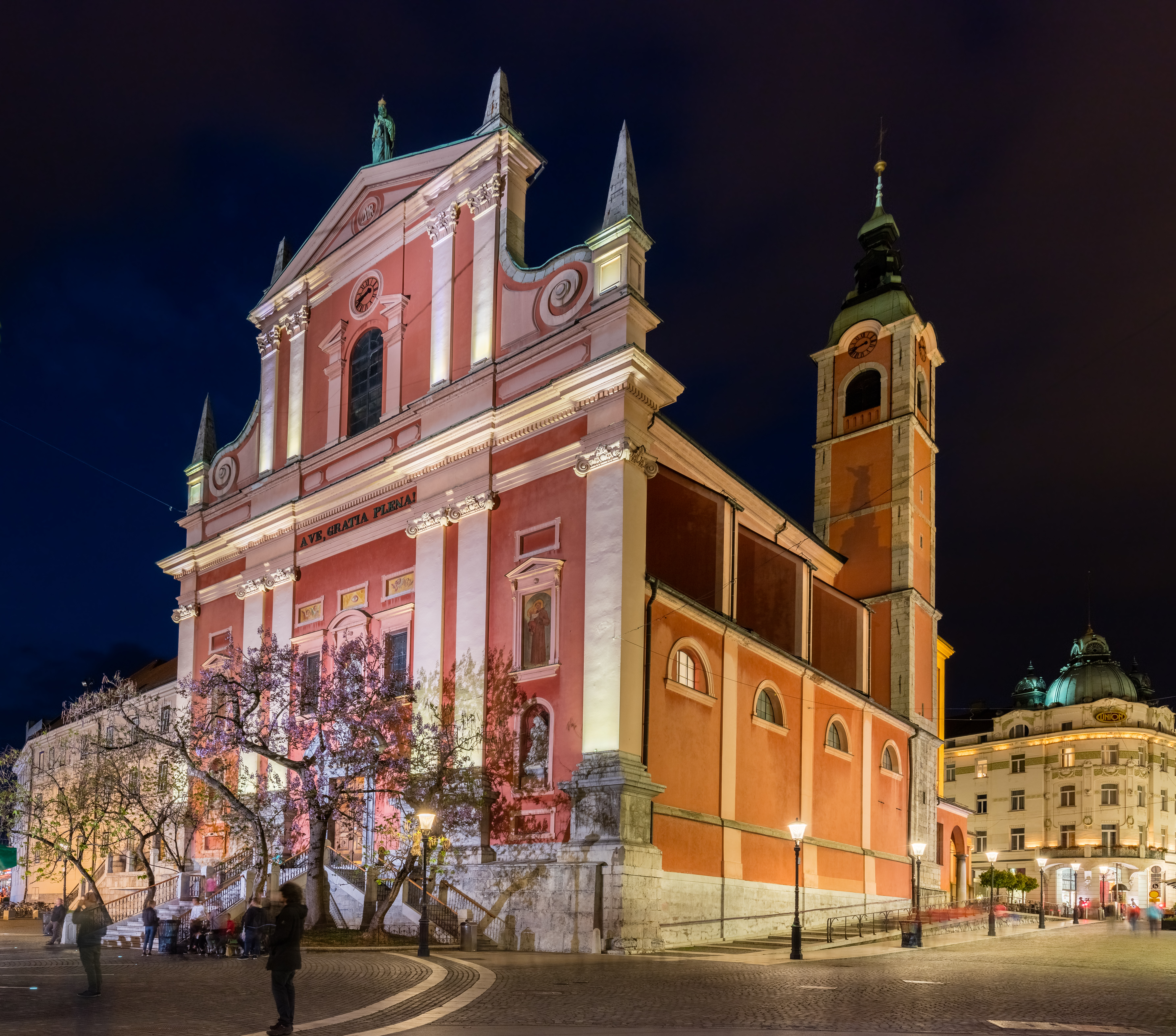
Église de l'Annonciation.
Plafond du Musée national de Slovénie à Ljubljana. Octobre 2021.
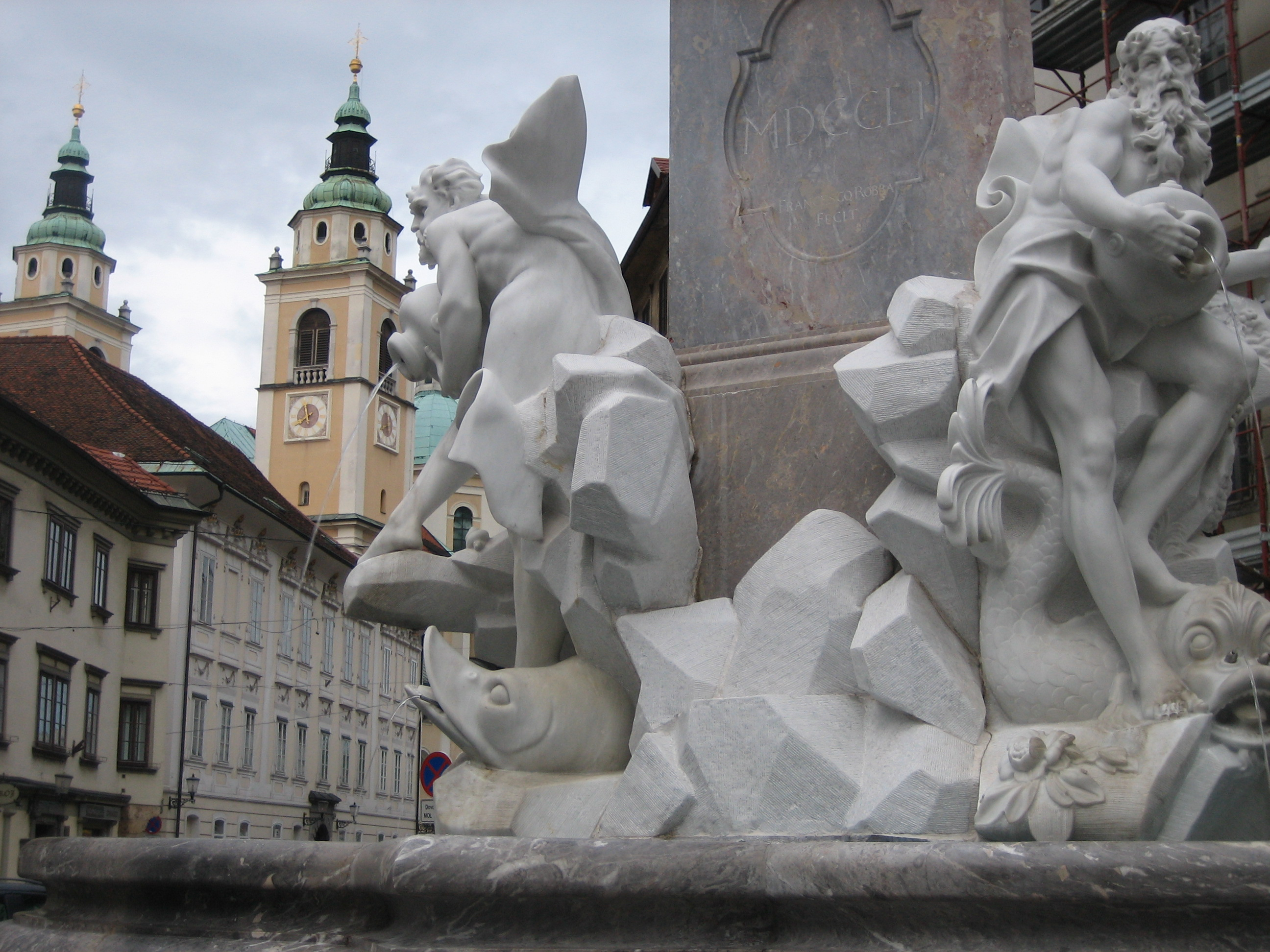
La Fontaine des Trois Fleuves Carnioliens.
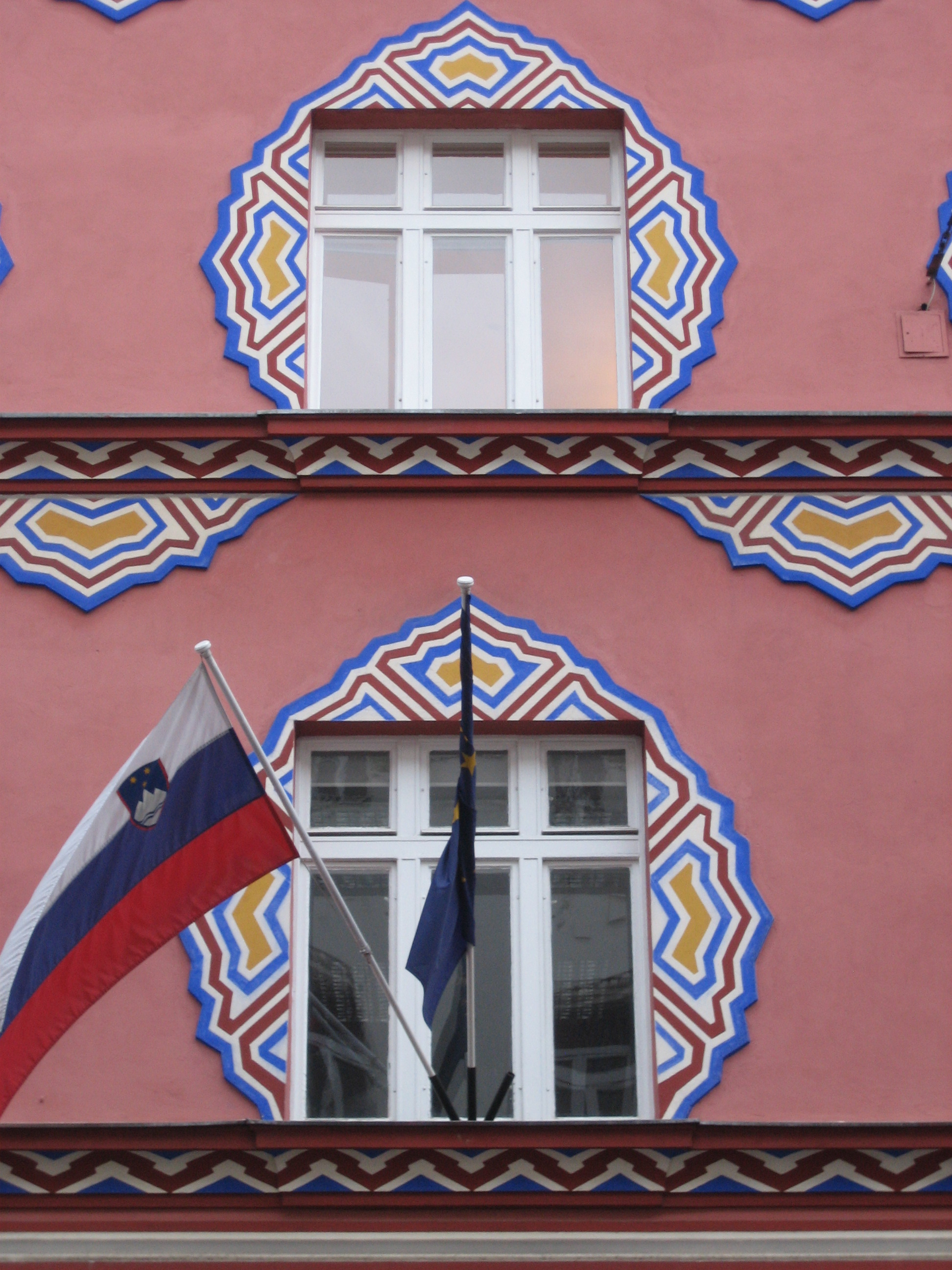
Une maison sur la rue Miklošičeva
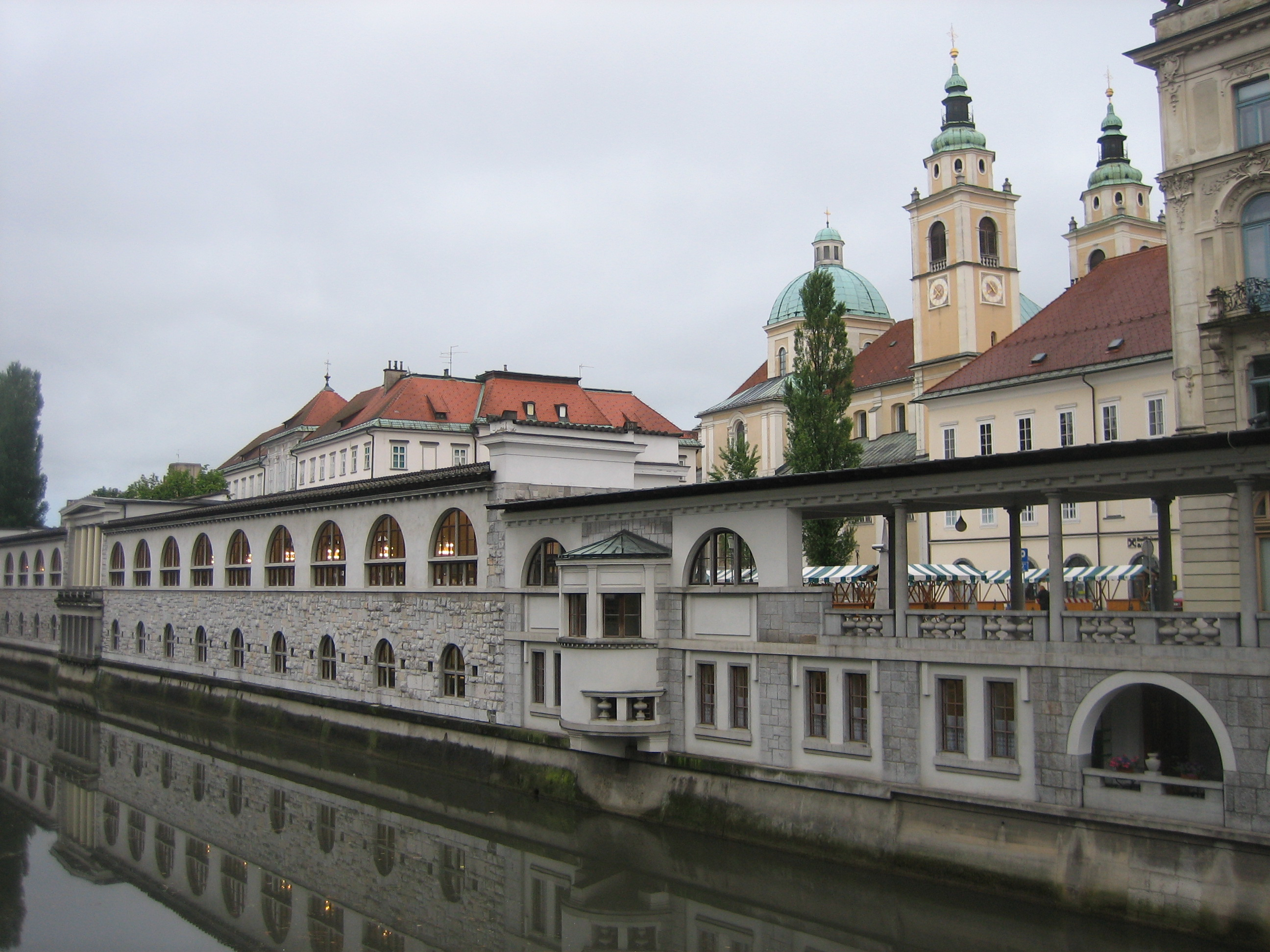
La cathédrale Saint-Nicolas et le marché

## Démographie
La ville compte 22 593 habitants en 1869, 80 000 au milieu des années 1930. La croissance démographique reste assez stable entre 1999 et 2007 avec une population avoisinant les 270 000 habitants. Avant 1996, la population de la ville dépassait les 320 000 habitants : cette diminution de population s'explique simplement par une réorganisation territoriale qui a vu certains quartiers périphériques rattachés aux municipalités voisines.
Selon Eurostat, la zone urbaine élargie de Ljubljana compte 495 101 habitants.
Évolution démographique
| 1999    | 2000    | 2001    | 2002    | 2003    | 2004    | 2005    | 2006    | 2007    | 2008    | 2009    |
| ------- | ------- | ------- | ------- | ------- | ------- | ------- | ------- | ------- | ------- | ------- |
| 270 481 | 271 654 | 270 032 | 269 146 | 268 084 | 267 192 | 266 935 | 267 369 | 267 920 | 270 828 | 278 314 |

## Politique et administration

### Administration municipale
La ville de Ljlubljana est dirigée par un conseil de ville (Mestna občina Ljubljana ou MOL en slovène) composé de 45 membres, élu au suffrage universel tous les quatre ans. Le conseil élabore entre autres le budget municipal et se fait également aider par différentes commissions actives dans les domaines de la santé, des sports, des finances, de l'éducation, de la protection de l'environnement et du tourisme. La zone électorale de Ljubljana est composée également de 17 districts qui disposent d'autorités locales travaillant avec le conseil municipal en vue de transmettre les demandes de leurs habitants.
Lors des élections municipales du 22 octobre 2006, Zoran Janković, un homme d'affaires important en Slovénie, devient maire de Ljubljana après avoir recueilli 62,99 % des voix. La majorité au conseil municipal dispose alors de 23 sièges sur 45. La municipalité est reconduite lors des élections d'octobre 2010.
| Période                                  | Période       | Identité       | Étiquette         | Qualité |
| ---------------------------------------- | ------------- | -------------- | ----------------- | ------- |
| Les données manquantes sont à compléter. |               |                |                   |         |
| octobre 2002                             | octobre 2006  | Danica Šimsič  |                   |         |
| octobre 2006                             | décembre 2011 | Zoran Janković |                   |         |
| décembre 2011                            | avril 2012    | Aleš Čerin     |                   |         |
| avril 2012                               | en cours      | Zoran Janković | Slovénie positive |         |

### Districts

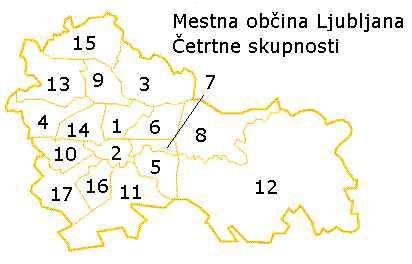
Districts de Ljubljana.

Ljubljana est composée de 17 districts :
1. Bežigrad'
2. Centre-ville
3. Črnuče
4. Dravlje
5. Golovec
6. Jarše
7. Moste
8. Polje
9. Posavje
10. Rožnik
11. Rudnik
12. Sostro
13. Šentvid
14. Šiška
15. Šmarna gora
16. Trnovo
17. Vič

### Police municipale
La juridiction de la police (Policija) de Ljubljana couvre une superficie de 3 807 km2 ce qui représente 18,8 % du pays. On y trouve 17 postes de police qui emploient au total 1 380 employés dont 1 191 policiers et 189 civils. Avec environ 45 000 faits criminels en 2007, la zone de police de Ljubljana accueille à elle seule plus de 50 % des faits criminels du pays. La Slovénie et en particulier la ville de Ljubljana sont réputées calmes et sécurisées.

## Économie
La région statistique de Ljubljana (Osrednjeslovenska) produit environ 25 % des biens domestiques fabriqués dans le pays tout en profitant également du tourisme. En 2003, le niveau de la population active est de 62 %. 64 % des travailleurs se situent dans le secteur privé et 36 % dans le secteur public. En septembre 2008, la ville connaît un taux de chômage de 4,9 % (5,7 % un an plus tôt) à comparer avec la moyenne nationale de 6,3 %. Le PIB par habitant de la région statistique de Ljubljana était en 2006 de 22 282 € alors que la moyenne nationale était de 15 446 €.
L'industrie reste l'employeur le plus important de la ville notamment dans les domaines pharmaceutiques, pétrochimiques et de l'agroalimentaire. Les autres domaines sont les banques, les finances, le transport, la construction, le commerce et le tourisme. Le service public fournit de l'emploi dans l'éducation, la culture, les soins de santé et l'administration. En ce qui concerne le tourisme en 2008, les touristes ont réalisé 740 602 nuitées dans la ville pour un total de 8 411 688 nuitées pour toute la Slovénie. Cela représente 375 666 touristes utilisant des infrastructures touristiques dans la ville en 2008 alors que le total slovène se monte à 2 766 194 touristes.
La bourse de Ljubljana (Ljubljanska borza), rachetée en 2008 par la bourse de Vienne, accueille de grandes entreprises slovènes. Une partie de celles-ci ont leurs sièges sociaux situés dans la région de la capitale. Citons ainsi la société de grandes distributions Mercator, la société pétrolière Petrol d.d., la société de télécommunications Telekom Slovenije. Il existe plus de 15 000 entreprises dans la ville en majorité dans le secteur tertiaire.

## Éducation

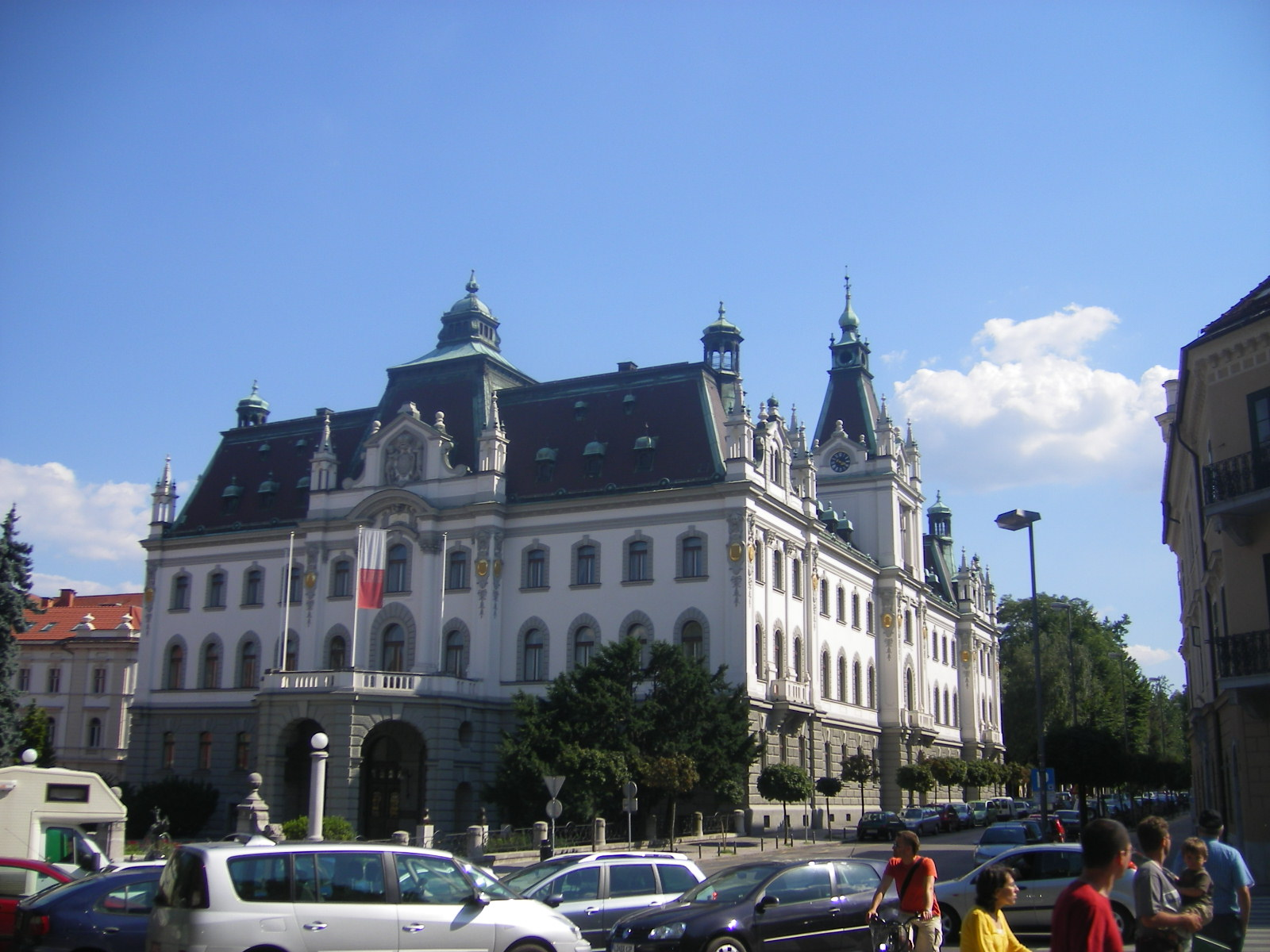
Siège de l'université sur la place du Congrès.

Un septième de la population de la ville est composé d'étudiants ce qui en fait une ville jeune. L’université de Ljubljana, la plus importante du pays, fut fondée en 1919. En 2008, l’université de Ljubljana est composée de 22 facultés, de trois académies et d'un collège. Celles-ci proposent des cours en slovène dans de nombreuses matières comme la médecine, les sciences appliquées, les arts, le droit et l'administration. La population étudiante de l'université est proche de 64 000 étudiants et le corps enseignant est fort d'environ 4 000 membres.
En 2004, la bibliothèque nationale et la bibliothèque de l’université disposent ensemble de 1 169 090 livres. En 2006, les 55 écoles primaires accueillent 20 802 élèves et les 32 écoles secondaires 25 797 étudiants.

## Culture

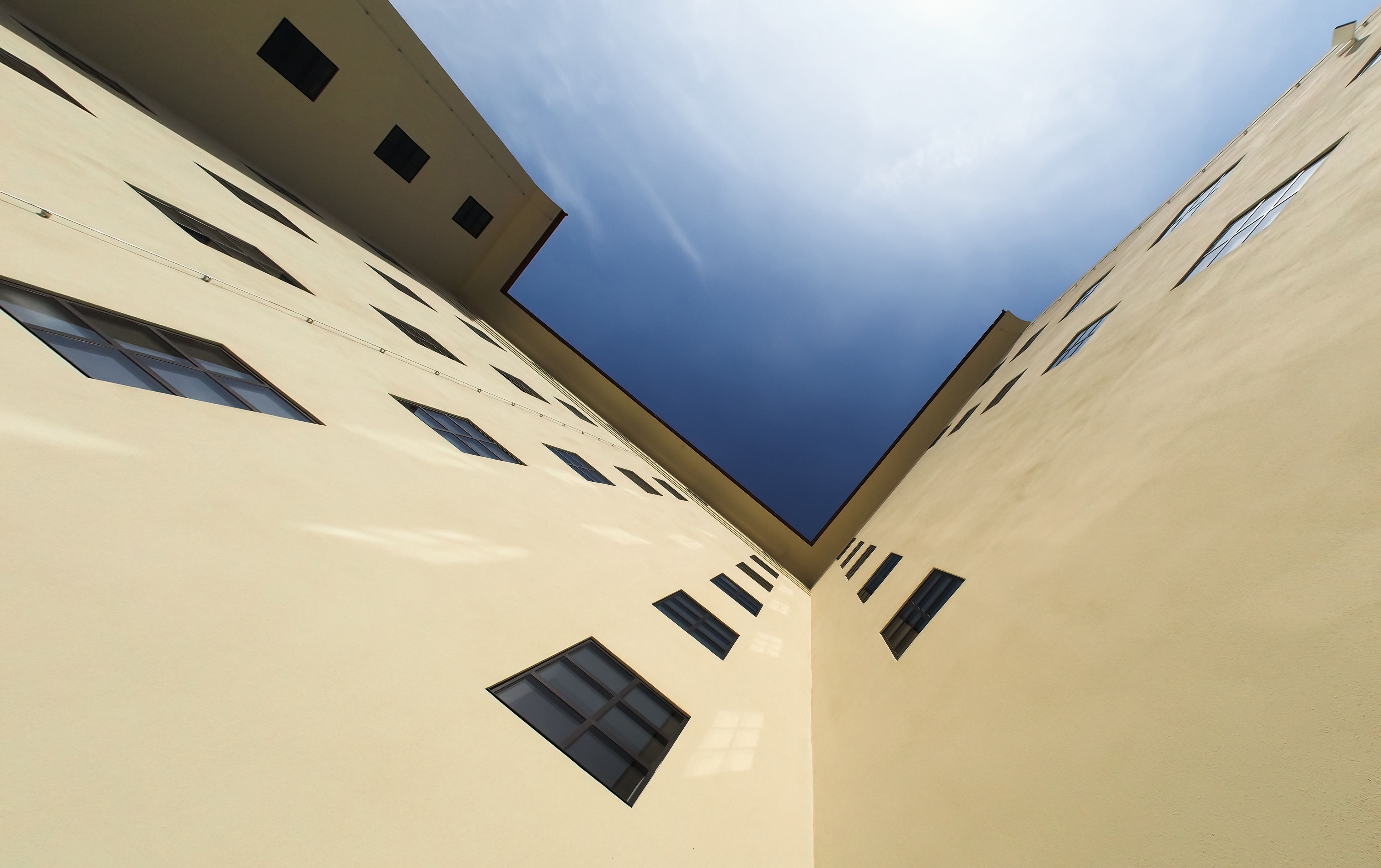
Une ancienne manufacture de sucre de Ljubljana aujourd'hui transformée en centre culturel. Octobre 2021.

La ville propose de nombreuses galeries artistiques et de nombreux musées. En 2004, elle accueille ainsi 15 musées, 41 galeries d’arts, 11 théâtres (dont le SNG Drama Ljubljana) et quatre orchestres professionnels. On y trouve par exemple un musée d’architecture, un musée du chemin de fer, un musée du sport, le musée national d’art contemporain, un musée de la brasserie, le musée d'histoire naturelle de Slovénie ainsi que le musée national ethnographique de Slovénie. On y trouve également un zoo qui s’étend sur environ 20 hectares et qui abrite 152 espèces d’animaux. Un marché d’antiquaire a lieu tous les dimanches dans la vieille ville. En 2006, les musées accueillent 264 470 visiteurs, les galeries 403 890 et les théâtres 396 440.
Chaque année, plus de 10 000 évènements culturels prennent place dans la ville parmi dix festivals internationaux dans les domaines du théâtre, de la musique et de l'art en général. De nombreux festivals de musique sont organisés dans la ville, principalement de la musique classique européenne et du jazz, à l'exemple du Festival d'été (Ljubljanski poletni festival). Au centre des différentes régions viticoles slovènes, la ville est reconnue pour être une cité du vin. Des vignes avaient déjà été plantées au temps des romains sur les pentes de la colline voisine qui accueille le château de la ville. La ville accueille en 1701 la première académie philharmonique du pays, ce qui permet de développer la production musicale dans la région. L’académie accueille plus tard des membres honoraires célèbres comme Joseph Haydn, Ludwig van Beethoven et Johannes Brahms mais aussi le violoniste Niccolò Paganini.
La Galerie nationale (Narodna galerija), fondée en 1918, et le Musée d'art moderne (Moderna galerija) tous deux situés à Ljubljana, exposent les plus célèbres artistes slovènes (dont Franz Caucig, 1755-1828). Il existe également un centre consacré à la culture alternative dans la rue Metelkova, installé dans un ancien complexe militaire austro-hongrois composés de baraquements aujourd'hui rénovés. Cette rue animée accueille de nombreux clubs et salles de concerts qui proposent différents types de musique. Dans les années 1980, Ljubljana devient le centre du mouvement des Neue Slowenische Kunst, qui inclut entre autres le groupe musical Laibach et les peintres du collectif IRWIN, et avec lequel est associé le philosophe Slavoj Žižek.
La Biennale des Arts graphiques est organisée depuis 1955.

## Sports
Le mouvement sportif Orel (catholique) fait construire par Jože Plečnik un important stade d'athlétisme, le stade Bežigrad dans les années 25-38, appelé également Stade central, qui sera surtout utilisé pour le football.
Le HD HS Olimpija, le ŠD Alfa, le HK Slavija et le HDD ZM Olimpija sont les clubs de hockey sur glace de Ljubljana. Ils évoluent tous dans le championnat de Slovénie et certains d'entre eux également dans le championnat d'Autriche. En basket-ball, les équipes se nomment Slovan Ljubljana, ŽKD Ježica Ljubljana et Union Olimpija. Cette dernière, dont la mascotte est un dragon vert, dispute ses matchs dans la salle Dvorana Tivoli qui dispose de 6 000 places. Cette salle accueille également les matchs de l'équipe de hockey HDD ZM Olimpija. Les clubs de football de la ville, qui jouent en première ligue slovène, se nomment Interblock Ljubljana et NK Olimpija Ljubljana.
En handball, le principal clubs de la ville est le RD Slovan Ljubljana évoluant en Championnat de Slovénie, il fut un des meilleurs clubs de son temps puisqu'il atteignit la Coupe des clubs champions en 1980-1981.
En ski alpin, la sportive Urška Hrovat a remporté différentes épreuves comptant pour la coupe du monde de ski alpin. Depuis 2010, Tina Maze réussit une brillante carrière de skieuse, s'imposant aussi bien en descente, super-combiné et slalom géant, et remportant le gros globe de cristal dans la coupe du Monde 2012-2013, après 2 médailles d'argent aux JO de Vancouver en 2010. Les plus proches pistes de ski alpin se situent à 30 km au nord-ouest près de Kamnik. La station de Krvavec (1 450 - 1 971 m) possède entre autres dix remontées mécaniques pour 35 km de pistes,. La sprinteuse des disciplines des 100 et 200 m Merlene Ottey, anciennement jamaïquaine et naturalisée slovène depuis 2002, réside désormais à Ljubljana et court pour son nouveau pays dans les épreuves internationales. Le village de Tacen, en périphérie de la ville, accueille le départ de la course de Šmarna Gora depuis 1979.

## Transports

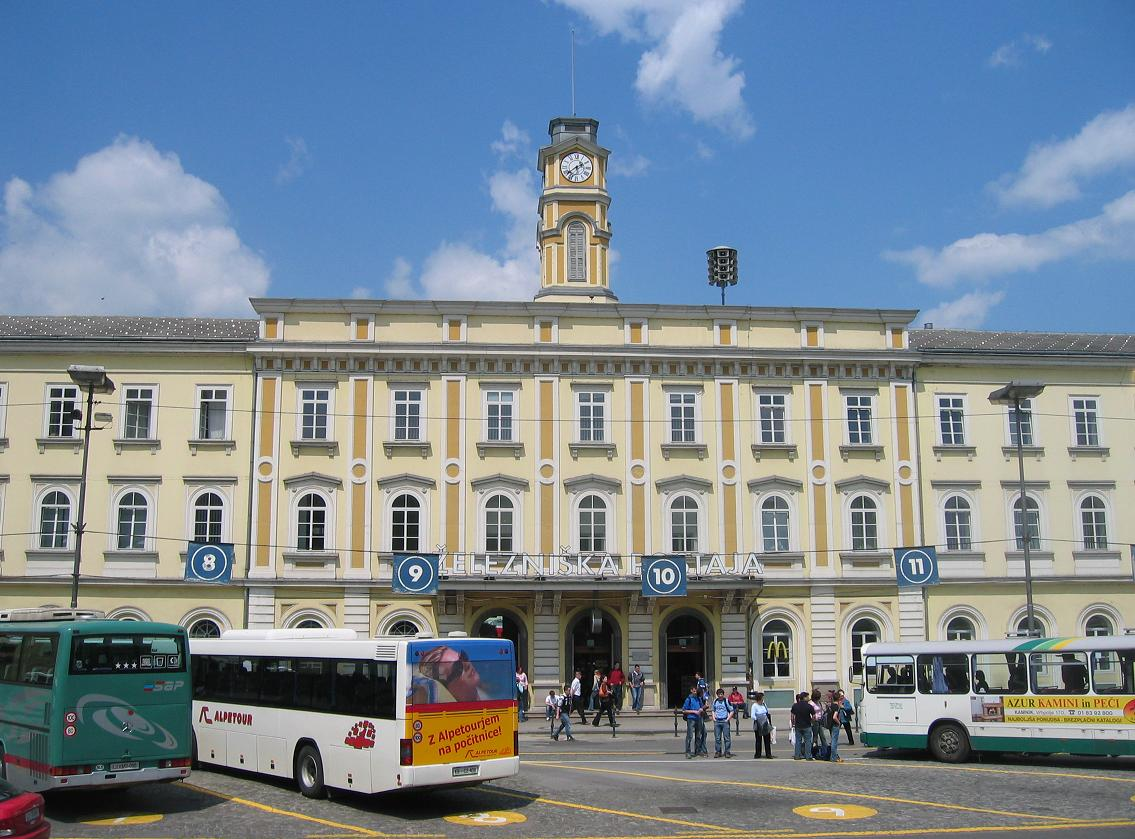
La gare de Ljubljana et les bus attendant les voyageurs.

La ville est au centre du réseau autoroutier slovène qui relie la ville aux quatre coins du pays. Jusqu’en juillet 2008, un système de postes de péage était d’application mais a été remplacé depuis par un système de vignettes autoroutières valables à l’année ou durant une semaine minimum. La ville, placée au centre de la Slovénie, est reliée vers le sud-ouest par l’autoroute A1-E70 aux villes italiennes de Trieste et de Venise. Au nord, l’autoroute A1-E57 permet de rejoindre les villes de Maribor, de Graz et de Vienne. À l’est, l’autoroute A2-E70 relie la ville à la capitale croate Zagreb ce qui permet de rejoindre la Hongrie et les villes importantes de l’ex-Yougoslavie comme Belgrade. Au nord-ouest, l’autoroute A2-E61 relie la ville autrichienne de Klagenfurt et de Salzbourg ce qui en fait une porte d’entrée importante des touristes venus des pays européens du nord. Le réseau de bus est dense et reste le principal moyen de transport en commun. 
Les bus y sont familièrement appelés trole (trolé), du temps où Ljubljana avait un réseau de trolleybus (sl) (ce surnom s'utilise exclusivement pour les bus de Ljubljana) qui a lui même remplacé un réseau de tramway (sl). Le réseau est exploité par Ljubljanski potniški promet (sl) (LPP). En centre-ville, la ville a mis en place un réseau de vélo en libre service ce qui permet de visiter plus facilement. En 2012, le maire Zoran Jankovic, donne la priorité aux piétons et aux cyclistes. La rue Slovenska devient piétonne, seuls les bus et les taxis pouvant y circuler.
La gare ferroviaire de Ljubljana propose une ligne de chemin de fer qui relie l'Allemagne et la Croatie grâce à la ligne Munich-Salzbourg-Ljubljana-Zagreb. La deuxième est la ligne Vienne-Graz-Maribor-Ljubljana qui relie l'Autriche à la Slovénie. La troisième est la ligne Gênes-Venise-Ljubljana qui relie la capitale à l'Italie. Une ligne relie également la capitale slovène à Budapest en Hongrie. L'aéroport de Ljubljana (code AITA: LJU), situé à 26 km au nord de la ville, propose de nombreuses destinations vers l'Europe. Il accueille entre autres les compagnies Air France, Brussels Airlines, EasyJet et Finnair. Les destinations proposées sont ainsi par exemple Amsterdam, Belgrade, Bruxelles, Helsinki, Munich, Londres, Paris, Prague et Vienne.

## Environnement
En juin 2016, Ljubljana reçoit le prix de Capitale verte de l'Europe 2016 pour « les avancées en matière de prise de conscience environnementale parmi ses habitants, la mise en œuvre d'une stratégie intégrée de développement durable, intitulée Vision 2025, l'implémentation de nombreuses mesures vertes urbaines au cours des dix dernières années, et la mise en place d'un impressionnant réseau de transport public »,.
Avec 542 m2 d’espaces verts par habitant, trois quarts de la surface de la ville est consacrée aux parcs et jardins et les avenues piétonnisées comme la rue Slovenska sont plantées de nouveaux arbres. Le principal parc de la ville est le parc Tivoli qui s'étend sur 500 hectares jusqu'au cœur de la vieille ville.

## Personnalités célèbres

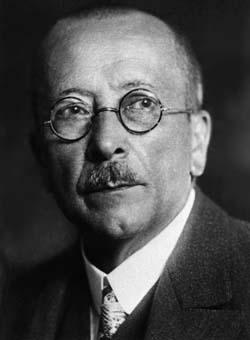
Fritz Pregl, lauréat du prix Nobel de chimie.

- Johann Ludwig Schönleben (1618-1681), historien ;
- Johann Karl von Herberstein, prélat ;
- Matija Christian, maire de la ville 1726-1738 ;
- France Prešeren (1800-1848), poète ;
- Luiza Pesjak (1828-1898), poétesse ;
- Ivan Hribar (1851-1941), homme politique et maire de la ville ;
- Eleonora Hudovernik (1863-1945), religieuse et compositrice ;
- Fritz Pregl (1869-1930), chimiste ;
- Jože Plečnik (1872-1957), architecte ;
- Joseph Urbania (1877-1943), sculpteur ;
- Ivan Cankar (1878-1918), écrivain ;
- Zofka Kveder (1878-1926), écrivaine ;
- Milan Vidmar (1885-1962), ingénieur ;
- Charles de Bourbon, duc de Madrid et prétendant au trône de France sous le nom Charles XI (1887-1909) ;
- Vladimir Bartol (1903-1967), écrivain ;
- Ljuba Prenner (1906-1977), avocat ;
- France Štiglic (1919–1993), réalisateur ;
- Bibiana Cujec (1926-2022), physicienne ;
- Žarko Petan (1929-2014), écrivain ;
- Lojze Kovačič (1929-2004), écrivain ;
- Andrej Bajuk (1943-2011), homme politique ;
- Branko Oblak (né en 1947), homme politique ;
- Slavoj Žižek (né en 1949), philosophe ;
- Nada Strancar (née en 1950), actrice
- Milan Jesih (né en 1951), poète ;
- Meta Kušar (née en 1952), poétesse ;
- Brina Svit (née en 1954), écrivaine
- Jure Potokar (né en 1956), poète ;
- Rok Petrovič (1966-1993), skieur ;
- Mateja Svet (née en 1968), skieuse ;
- Nataša Pirc Musar (née en 1968), femme politique ;
- Džoni Novak (né en 1969), joueur de football ;
- Mateja Bizjak Petit (née en 1969), poétesse ;
- Primož Čučnik (né en 1971), poète ;
- Umek (né en 1976), musicien ;
- Radoslav Nesterović (né en 1978), joueur de basket-ball ;
- Jaka Lakovič (né en 1978), joueur et entraîneur de basket-ball ;
- Maja Matevžič (née en 1978), joueuse de tennis ;
- Petra Rampre (en) (née en 1980), joueuse de tennis ;
- Vesna Rožič (1987-2013), joueuse d'échecs ;
- Tadej Pogačar (1998-), coureur cycliste ;
- Luka Dončić (né en 1999), joueur de basket-ball.

## Relations internationales

### Jumelage
La ville de Ljubljana est jumelée avec :
| Ville | Ville                        | Pays | Pays               | Période                   |
| ----- | ---------------------------- | ---- | ------------------ | ------------------------- |
|       | Astrakhan                    |      | Russie             | depuis 1997               |
|       | Athènes                      |      | Grèce              |                           |
|       | Belgrade                     |      | Serbie             | depuis novembre 2010      |
|       | Bratislava                   |      | Slovaquie          | depuis le 4 mars 1967     |
|       | Bruxelles                    |      | Belgique           |                           |
|       | Chemnitz                     |      | Allemagne          | depuis 1966               |
|       | Chengdu                      |      | Chine              | depuis le 25 octobre 1981 |
|       | Cleveland                    |      | États-Unis         |                           |
|       | Graz,                        |      | Autriche           | depuis le 4 octobre 2001  |
|       | Karlstad                     |      | Suède              |                           |
|       | Leverkusen                   |      | Allemagne          |                           |
|       | Mardin                       |      | Turquie            |                           |
|       | Moscou                       |      | Russie             |                           |
|       | Nottingham                   |      | Royaume-Uni        | depuis 1963               |
|       | Parme                        |      | Italie             |                           |
|       | Pernik                       |      | Bulgarie           |                           |
|       | Pesaro                       |      | Italie             |                           |
|       | Ploče                        |      | Croatie            |                           |
|       | Rijeka                       |      | Croatie            |                           |
|       | Région de Bruxelles-Capitale |      | Belgique           |                           |
|       | Sarajevo                     |      | Bosnie-Herzégovine |                           |
|       | Skopje                       |      | Macédoine du Nord  | depuis 2007               |
|       | Sousse                       |      | Tunisie            |                           |
|       | Tbilissi,                    |      | Géorgie            | depuis le 7 octobre 1977  |
|       | Trieste                      |      | Italie             |                           |
|       | Vienne                       |      | Autriche           |                           |
|       | Vilnius                      |      | Lituanie           |                           |
|       | Wiesbaden                    |      | Allemagne          | depuis 1975               |
|       | Zagreb                       |      | Croatie            |                           |